# ثيوصوفية
الثيوصوفيا (الحكمة الإلهية/ بالإنجليزية: Theosophia) أو الثيوصوفية تتكون هذه الكلمة من مقطعين هما (ثیو) بمعنى (إله أو إلهي)، و (سوفوس) التي تعني الحكمة، وبذلك يكون معناها (الحكمة الإلهية). الثيوصوفيا مصطلح ديني فلسفي ظهر في جذوره الأولى كممارسات روحية في الشرق الأقصى القديم بشكل خاص، ولكنه، مصطلحٌ، ظهر على يد أمونيوس ساکاس في العصر الهيلنستي، وهو مؤسس الأفلاطونية الحديثة، الذي كان أستاذٌ للفيلسوف أفلوطين أحد أكبر أعلامها. وظل التيار حيا في الجمعيات الدينية الفلسفية السرية حتى قامت هيلينا بتروفنا بلافاتسكي، التي وضعت مبادئ الحكمة الأزلية، وترى أن الأديان واحدة في جوهرها مختلفة في شكلها، ولكنها، وهي تنبثق من الحقيقة الإلهية الواحدة، وعلى الرغم من أنها ترى أن الثيوصوفيا لا علاقة لها بدين محدد ومعروف، فهي ترى أنها (دین الحكمة)، التي تسميها الأدبيات الثيوصوفية بـ: الفلسفة الباطنية.
والحقيقة أن الثيوصوفيا تؤسس لها عالما روحانيا خاصا بها، على الرغم من وجود المؤثرات الأفلاطونية، والبوذية، والهندوسية، والغنوصية فيه، فهي جمع لهذه الاتجاهات الروحية، والفلسفية، والدينية، وإعادة إنتاج لها.
لقد كانت الحياة الحافلة لبلافاتسكي المليئة بالمغامرة الروحية، عمليا ونظريا، واتصالها بالأديان الهندية، ومعرفتها الواسعة للأديان والمذاهب الباطنية في العالم، أكبر الأثر في صياغة الثيوصوفيا تيارا روحيا جديدا نلمح في جذوره أصداء مدارس روحية قديمة ووسيطة.
والثيوصوفية كلمة مركبة من كلمتين يونانيتين معناهما الحكمة الإلهية استُعملت منذ ألف وستمئة سنة للدلالة على معتقد أهل الفلسفة الذين يقولون أنَّ في الإنسان جوهراً روحيَّا من الجوهر الإلهي المُنبَثِّ في الكون. وهذا المعتقد كان شائعا قبل ذلك في بلدان المشرق وجرى على رسوم الأديان الشائعة فيه كما جرى معتقد فلاسفة المغرب على رسوم الديانة المسيحية. ويُسمَّى في المشرق بالعلم الروحي (أتمافديا) والعلم السري (غبتافديا) ونحو ذلك من الأسماء. ويدَّعي أصحابُه أن جميع الحكماء والمتشرعين مثل مانو وبوذا وكنفوشيوس وفيثاغورس وأفلاطون كانوا من دعاته واقتبسوا معارفهم منه، ولذلك يسمَّى بديانة الحكمة.

## تعريف الثيوصوفيا
الثيوصوفيا هي ذلك المحيط من المعرفة الممتد من ساحل من سواحل تطور الكائنات المُحِسِّة إلى آخر. ومع أنها في أعماقها التي لا يُسبَر غورُها تفسح لأعظم الأذهان مجالها الأوسع، فهي عند شواطئها من الضحالة بما لا يُغرِق فهم طفل. هي الحكمة عن الله عند الذين يؤمنون أنه الكل في الكل، وهي الحكمة عن الطبيعة عند المرء الذي يقبل التصريح الوارد في الكتاب بأن الظلمة تكتنف سرادقه. ومع كونها تتضمن بالاشتقاق كلمة الله، وبذلك قد تبدو مشتملة على الدين وحده، فإنها لا تهمل العلم أيضًا؛ ذلك لأنها علم العلوم، ولذا دُعِيت بدين الحكمة. فما من علم تام يغفل أيَّ قطاع من قطاعات الطبيعة، مرئيًّا أو غير مرئي؛ والدين، باستناده إلى الوحي المزعوم وحسب، وضربه كشحًا عن الأشياء وعن القوانين التي تنتظمُها، ليس إلا مجرد أضلولة وعدوًّا للتقدم وحاجزًا في سبيل سعي الإنسان نحو السعادة. أما الثيوصوفيا فهي، باشتمالها على العلم والدين جميعًا، دين علمي وعلم ديني.
أصرت مؤسّسة الثيوصوفيا، الروسية هيلينا بلافاتسكي، على أنَّ الثيوصوفيا ليست ديانة على الرغم من أنها أشارت إليها على أنها تحول حديث «للدين العالمي» الذي زعمت أنه كان موجودًا في عمق التاريخ البشري. إن عدم وصف الثيوصوفيا بالدين هو ادعاء تمت المحافظة عليه من قبل المنظمات الثيوصوفية، الذين يعتبرونه بدلاً من ذلك نظامًا يحتضن ما يرونه «الحقيقة الأساسية» للدين والفلسفة والعلم. ونتيجة لذلك، تسمح المجموعات الثيوصوفية لأعضائها بتبني معتقدات دينية أخرى والبقاء عليها، إذ هناك ثيوصوفيون يعرفون كمسيحيين أو بوذيين أو هندوس.
أما علماء الدين الذين درسوا الثيوصوفيا وصفوها بأنها دين. وفي تأريخه للحركة الثيوصوفية، أشار بروس كامبل إلى أن الثيوصوفيا روجت «نظرة دينية للعالم» باستخدام «مصطلحات دينية جليَّة» وأن معتقداتها المركزية ليست حقيقة لا لبس فيها، ولكنها تعتمد على الإيمان. وقد وصفها أولاف هامر وميكائيل روثستين بأنها «واحد من أهم التقاليد الدينية في العالم الحديث». وقد أشار علماء مختلفون إلى طبيعتها الانتقائية (الاصطفائية)؛ ووصفها جوسلين جودوين بأنها «حركة دينية اصطفائية عالمية»، بينما وصف الباحث ج. جيفري فرانكلين الثيوصوفيا بأنها «دين هجين» لمزيجها التوفيقي بين عناصر من مصادر مختلفة. وبشكل أكثر تحديدًا، تم تصنيف الثيوصوفية كحركة دينية جديدة.
وقد صنف العلماء أيضًا الثيوصوفية كشكل من أشكال الباطنية الغربية. وأشار كامبل، على سبيل المثال، إلى أنها «تقليد ديني باطني»، بينما أطلق عليها المؤرخ جوي ديكسون اسم «دين باطني». وبشكل أكثر تحديدًا، تُعتبر شكلاً من أشكال الباطنية (الغنوصية والمسارية). ومثلها مثل مجموعات أخرى مثل النظام المحكم للفجر الذهبي، ينظر إلى الجمعية الثيوصوفية على أنها جزء من «إحياء ديانات الأسرار والحكمة القديمة» حدثت في البلدان الغربية خلال أواخر القرن التاسع عشر. وأشار مؤرخ الدين ووتر هانيغراف إلى أن الثيوصوفيا ساعدت على تثبيت «الأسس الأصلية لمعظم الحركات الباطنية في القرن العشرين».

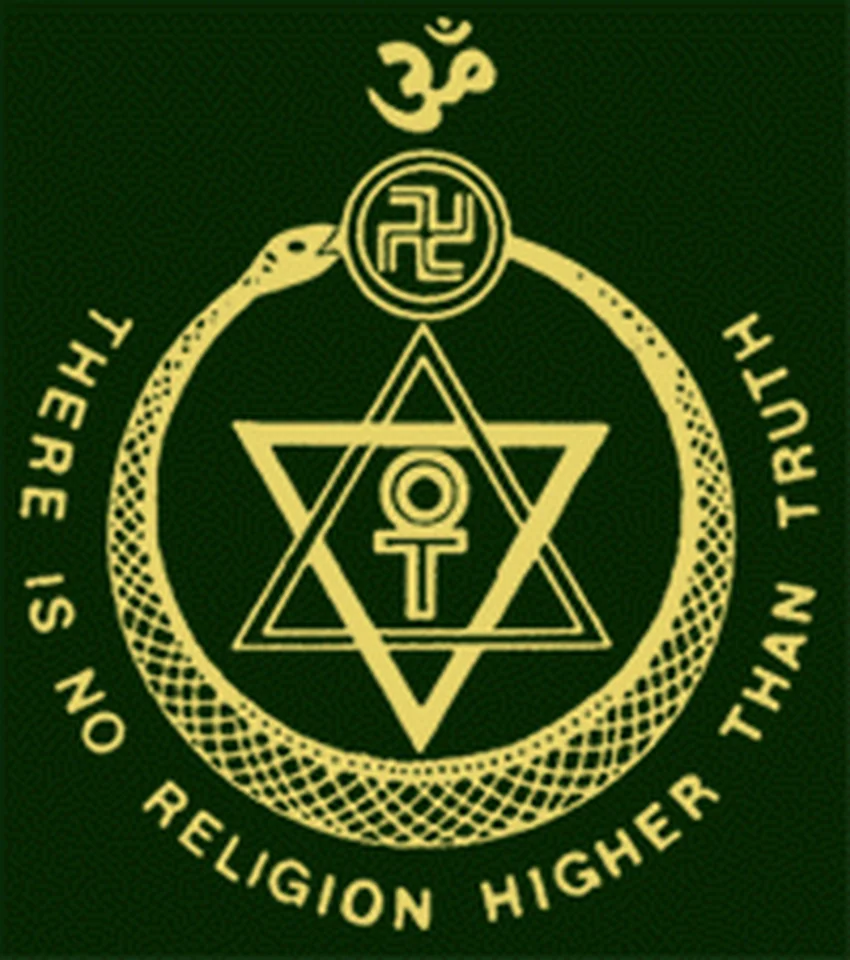
شعار الجمعية الثيوصوفية فيه مختلف الرموز القديمة.الكلمة العلوية (أوم)، والصليب المعقوف (سواستيكا)، الأفعى (أوروبوروس)، نجمة داوود، والشعار: لا دين أسمى من الحقيقة.

الثيوصوفيا، ببساطة، تجمع بين الغنوصية (علم الباطن)، والعلم الظاهر (العلم والفلسفة). تری بلافاتسكي أن الحكمة الإلهية (ثيوصوفيا) أشبه بالضوء الأبيض المتكون من ألوان الطيف السبعة، التي هي الأديان الأخرى، فهي دين الحكمة، الذي نسميه، أيضا، الفلسفة الباطنية (Esoteric Philosophy)، التي تجمع الأديان كلها، حيث تخلع عنها رداءها الخارجي الظاهر، وتكشف عن جذرها المشترك، الذي يضم المعرفة المتراكمة عبر العصور بفضل الرائين، والعارفين بالأسرار.
وتجمع المعاجم والموسوعات الروحية المتخصصة على أن (الثيوصوفية) Theosophical إحدى الاتجاهات أو الديانات أو النزعات التي تجمع في بنيتها المعرفية بين العلم والقيم الروحية والفلسفة في سياق واحد، وتربط كذلك بين المعارف الحسية التجريبية والتصورات العقلية والاستشراقات الإلهامية المجردة في تحصيل الحقائق من جهة وتقويم السلوك الإنساني من جهة أخرى.
ويرى الدكتور حسين علي حمد بأنها: هي معرفة الله عن طريق الكشف الصوفي أو التأمل الفلسفي أو عن الطريقين معا، وقد عرفتها الأديان منذ القديم، أما في العصر الحديث فهي محاولة تفسير المعاني الباطنية للمعتقدات الدينية على أساس عقلاني.
وتُعتبَر الثيوصوفيا علماً وفناً مقدسين. وهي قديمة قدم الكون نفسه! يمكننا أن نعرِّف بها من خلال اشتقاقها اللغوي: الحكمة الإلهية، ولنا أيضاً أن نضيف إن الثيوصوفيا فن حياة يمكن لمن يعمل به أن ينمِّي بفضله قدراته الكامنة ويجعل روحانيته تتفتح. وفي الوقت نفسه، يُعتبَر فن الحياة هذا تحقيقاً للجانب غير المرئي من الكون، أي لوجهه الباطن. الثيوصوفي يرى أن الكون لايُحَدُّ بظاهر الأشياء التي تكشفها لنا حواسنا، فينظر إلى السهول والجبال وسائر الكائنات المتحركة هنا وهناك كمجرد ظهورات أو تجلِّيات لحقيقة أسمى. إنها، على نحو ما، في نظره، أفق ظاهر، يمكننا – عبر تطوير مواهب معينة – أن نكتشف تحته أفقاً باطناً. هنالك حقائق خفية تمنح معنى ومغزى عميقين للحركة السطحية برمتها، ولكل الظواهر التي نتحسسها بحواسنا الجُرمانية [الفيزيائية].
الثيوصوفيا، إذن، فلسفة، بمعنى أنها لا تألو جهداً في الولوج إلى قلب العالم من جهة، وإلى أعماق الإنسان من جهة أخرى. لذا فإنها تُعتبَر أيضاً فناً. ويمكننا أن نقول إن للثيوصوفيا وجهاً دينياً، بما أنها تشتمل بما لا ريب فيه على مظهر أخلاقي وميتافيزيائي. وتشير الثيوصوفيا، باعتبارها ديناً، إلى ضرورة عدم التقيُّد بتصور عن ألوهة قَصِيَّة جداً، لا صلة بينها وبين حياتنا اليومية. علينا، إذن، بكل تأكيد، أن نبصر الألوهة في كل مكان، «كما في السماء كذلك على الأرض». غير أن من واجبنا، قبل كل شيء، أن نبصر الله في أرواح إخوتنا البشر - إن كنا لا نريد لحياتنا أن تغرق في الأوهام.

## تاريخ الثيوصوفيا

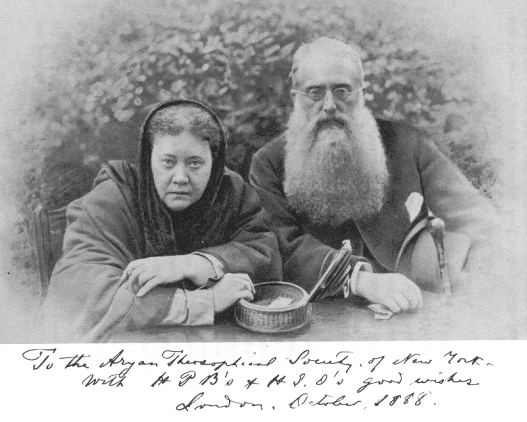
بلافاتسكي وأولكوت، اثنان من الأعضاء المؤسسين للجمعية الثيوصوفية.

يُرجع أنصارها ظهورها کنحلة فطرية إلى تاريخ هبوط الإنسان على الأرض حيث اعتماده في أول أمره على ذلك القبس النوراني الذي استمده من عالم الربوبية أو العقل الفعال (العقل الإلهي) قبل انفصاله عنه الأمر الذي جعل أنصار الثيوصوفية يوحدون بين هذا المصطلح والعديد من المصطلحات المتداخلة مثل: دين الفطرة، والدین الطبيعي، والتصوف العقلي، والروحية العلمية، ويجعلون منها (أي الثيوصوفية) أصل كل المعارف (الدين - الفلسفة - العلم) والجوهر الأسمى لكل المعتقدات السماوية والوضعية.
وینكر الثيوصوفيون أن عقيدتهم أو فلسفتهم مجرد أفكار ورؤى وتصورات مختلفة قد جمعت وصیغت على نحو أقرب إلى الأيدلوجيات التي تدعي امتلاك الحقيقة المطلقة.
ويؤكدون أن ما تحتويه من أفكار وقيم ومعتقدات متعارضة في الظاهر ما هي إلا وجه من وجوه الحقيقة الإلهية فالكمال كما يرى الفيلسوف الإغريقي هيرقليطس (535 - 475 ق.م) هو الذي يحوي الأضداد وتتآلف في جوهره المتناقضات.

### تاريخ المصطلح
ويُرد مصطلح الثيوصوفية في بنيته اللغوية إلى الكلمتين اليونانيتين (ثیو)، (صوفية) ويعني الحكمة الإلهية، أما كمصطلح فلسفي فقد ظهر في مدرسة الإسكندرية ولاسيما في كتابات الفيلسوف السكندري (أمینیوس ساکاس) (175 - 242 م) وكان يدل على الجمع بين المعرفة الإلهية والفلسفات العقلية والرؤى الروحية والحدسية والإلهام. وقد ساهمت فلسفة فيلون السكندري (25ق.م - 50م) - من قبله - في التوفيق بين نصوص الكتاب المقدس والفلسفة الإغريقية باعتمادها على التأويل الرمزي، وقد نحى نفس المنحى الفيثاغوريون المتأخرون إذ جمعوا في فلسفتهم بين القيم والمعتقدات الدينية والعلوم الرياضية والطبيعة والنظريات الفلسفية والروحية في سياق واحد. ويعرفها معجم ویبستر بأن «الثيوصوفية هي فن التواصل والاتصال وإدراك الحقائق العلوية الإلهية وهي آلية راقية للحوار بين الإنسان والإله». ويذهب فوجان في دائرة المعارف البريطانية إلى أن الثيوصوفي هو الفيلسوف أو العالم أو الراهب أو النبي الذي يستطيع ببصيرته نقل الحكمة الإلهية من عالم الربوبية إلى البشر وذلك ليهذب من سلوكهم ويصلح من شئونهم.

### أصل الثيوصوفية
أما دیوجانس اللايرتي (180 - 240) يُرجع النحلة الثيوصوفية إلى الفكر المصري القديم حيث حديث الكاهن بوت آمون عن الإلهامات الروحية والحكمة الإلهية. ثم تلقف الغنوصيون المسيحيون الأوائل التعاليم الثيوصوفية العرفانية في الفترة الممتدة من القرن الثاني إلى القرن الثامن الميلادي، ولعل الاعتقاد بإمكانية التواصل الروحي المباشر مع العقل الفعال (الرب) - عن طريق المعرفة والتحلي بالفضائل - وأن هناك أفراد أطهار يتميزون بامتلاك ومضات سماوية حدسية - تمكنهم من مخاطبة الإله واستلهامه - شأنهم في ذلك شأن المسيح الحي الذي لم يصلب ولم يمُتْ؛ لأنه مخلص البشرية من شرور الشيطان (ديميرج) كان القاعدة الرئيسة التي انطلقت منها جل المعتقدات الثيوصوفية المسيحية.
وقد عبر أمينيوس ساکاس والأفلوطونيون المحدثون في مدرسة الإسكندرية عن هذه البشارات والتعاليم وطوروا بنيتها المعرفية وأسسوا جماعة أطلقوا عليها (محبو الحقيقة) في حين أن المدرسيين الأوائل أطلقوا على هذه الجماعة (المفسرون) أو المؤولون Analogists وذلك لاطلاعهم لتفسير وتأويل الرؤى والأحلام والأساطير المقدسة ومقابلة تأويلاتهم بالأحداث الواقعية ذلك فضلا عن دعوة هذه الجماعة لوحدة الأديان في عبادة واحدة تؤمن بإله واحد مجرد صانع للعالم ومدبر للكون وتخليص الكتب المقدسة والأساطير من الخرافات التي لا يقبلها العقل وتتعارض في الوقت نفسه مع القيم الأخلاقية. كما دعا أمينيوس ساکاس وتلاميذه إلى نبذ الخلاف والشقاق والصراع بين البشر آملا أن ينعم الناس بالسلام الاجتماعي والسياسي ويسود الحب بينهم لتتحقق السعادة على الأرض.
وتعد هذه الجماعة أولى الجماعات الفلسفية التي حاولت التأليف بين الديانة المصرية القديمة والبوذية والزرادشتية وآلهة الأوليمب والرواقية وفلسفة أفلوطين واليهودية في سياق واحد، وذلك استنادا على أن الحقيقة الإلهية واحدة وأن مواطن الخلاف في كل هذه الأديان يرجع إلى تباین وسائل الاتصال بعالم الربوبية وتفاوت قدرة الملكات التي تستقبل الوحي والإلهام والنور الإلهي.
وقد انتخبوا من بينهم معلما أكبرا أو مفسرا أعظما لهذه الديانة السرية وذلك على غرار الكاهن الأكبر في سائر الديانات القديمة. وتعتقد هذه الجماعة الروحية أن الإله واحد مجرد محايث للعالم أي مباطن له. عقل محض غير أنه لا يؤثر في طبائع الموجودات بل إن جميع الموجودات تتشكل بموجب استعدادها الفطري للاتصال به ومدى عشقها وحبها لذاته لتفني فيه وهو من هذا المنطلق لم يخلق العالم وليس له أدنى تأثير على اختيارات الأفراد وتوجيه سلوك الموجودات.
وتعتقد الثيوصوفية المبكرة بتناسخ الأرواح والتقمص والاتصال بالعالم الروحاني (الملائكة - أرواح البشر - الجن والعفاريت) ويجعل أتباعها نقاء النفس ورجاحة العقل وطهارة البدن واستقامة الأخلاق شرطا لا تستطيع الروح الإنسانية بدونها الانطلاق إلى عالم الروح والحقائق الكلية في الحضرة الربوبية. وأن القليل من أولئك الأبرار الأطهار هم الذين يكتسبون ملكات ومهارات وقدرات خاصة من معايشتهم أو فناءهم في الحكمة الإلهية فمنهم یكون الأنبياء والفلاسفة والعلماء والسحرة وأصحاب المعجزات وأصحاب القوى الخارقة والمبدعين والمخترعين ذلك فضلا عن قدرتهم على استشراف المستقبل والتنبؤ بالأحداث وقد تجاوزوا ذلك إلى زعم بعضهم برؤية الإله عيانا.
ولعل كتابات الآباء في العصر المدرسي من أمثال - (سيمون الماجوسي الساحر 465م) و (فالينتينيوس 269جم) و (بروکلوس 4319م) وغيرهم من المتأثرين بالفكر الغنوصي والهرمسي من الفلاسفة القدامى وكذا (مایستر أيكهارت 1220 - 1338) و (نیكولاس أوفكوسا 1401 - 1464) من فلاسفة العصر الوسيط و (باراسيليوس 1493 - 1541م) و (جيوردانو برونو 1548 - 1600) ومن فلاسفة عصر النهضة وغيرهم من الذين قد اضطلعوا بالتوفيق بين الدين والعلم والفلسفة والمباحث الروحية والتصوف في سياق واحد. قد أسسوا للبنية الفلسفية للثيوصوفية.

### طبقات الثيوصوفيين
وقد قسم الثيوصوفيون أنفسهم إلى ثلاث طبقات عرفانية أعلاها طبقة الكهنة والمرشدين والأساتذة ثم طبقة الطلاب والمريدين وأخيرا طبقة المبتدئين، ولا يجوز بوح طبقة الأساتذة إلى من هم أقل من مراتبهم أو أدنى منهم عرفانیا بعالم الأسرار أي تلك التعاليم التي تلقوها أثناء اتصالهم بالحضرة الإلهية وكذا مشاهداتهم في عالم الأرواح. ويبرر ذلك الثيوصوفيون بأن طبيعة التلقي والاستيعاب والاستجابة ليست واحدة عند جميع البشر الأمر الذي يميز بين الأفراد فيجعل منهم العالم الذي يتلقى الوحي ويستوعبه عن طريق الحدس ومنه من يقف عند حدود المعارف العقلية والمنطق والاستدلال المباشر وأخيرا من لا يقنع إلا بالمشاهدات الحسية في عالم الموجودات الطبيعية.
ولما كان الانتقال من طبقة إلى أخرى في الثيوصوفية يحتاج إلى مران وتأمل ومجاهدة وإرشادات كان لزاما على أرباب كل طبقة الاحتفاظ بعلومهم ومعارفهم ومشاهداتهم في مكنونات أنفسهم وقد نبه على ذلك الفيلسوف السكندري بلوتونيوس منذ توليه قيادة الثيوصوفية الكلاسيكية.

### الثيوصوفيون المحدثون
وقد تأثر الثيوصوفيون المحدثون بهذه الكتابات وأفصحت عن ذلك الفيلسوفة الروسية هيلينا بلافاتسكي (1831 - 1891) المؤسسة لأولى الجمعيات الثيوصوفية في الفكر الحديث والمعاصر بالولايات المتحدة الأمريكية عام 1875، وتعدها الموسوعات الروحية أكبر المنظرين للنزعة الثيوصوفية وذلك نظرا لغزارة كتاباتها عنها سواء في إرساء الأسس الفلسفية التي بنيت عليها أو الجانب التاريخي الذي يؤصل لأفكارها أو القيم والمعتقدات التي تدين بها وذلك من خلال أشهر كتبها (المذهب السري 1888 - صوت الصمت 1879 - مفتاح التصوف 1889 - حكایات کابوس الذي نشر بعد وفاتها).
وقد تعددت مشارب ومطاعم هيلينا فوقفت على معظم الفلسفات الشرقية ولاسيما المصرية والهندوسية وكذا التراث الصوفي لليهودية والمسيحية والإسلام ذلك فضلا عن الفلسفة الإغريقية والهيلينستية مثل فلسفة هيرقليطس وفيثاغورث وأفلاطون من الفترة الهيلينية وأفلوطين ثم الرواقية ومدرسة الإسكندرية (الأفلاطونية المحدثة) والفلسفة الصينية حيث حكمة لاوتسي التاوية. ويرجع لهيلينا الفضل في تأسيس العديد من الجمعيات في الهند سنة 1882، وفي لندن. وقيل إنها زارت مصر في عهد الخديوي إسماعيل وأسست مدرسة تحمل تعاليمها داخل العديد من المحافل الماسونية آنذاك. وقد تأثر الكثير من المفكرين والفلاسفة المحدثين بارائها نذكر منهم (غاندي - محمد إقبال - عبدالقادر الجزائري - أحمد زكي أبوشادي) ذلك بخلاف أعضاء الجمعيات الروحية المصرية من أمثال (أحمد فهمي أبوالخير - حسان حليم دموس - نصيف إسحق - زكي العزيزي - فيكتوريا داوود - عزيزة عزب - مصطفى الكيك - صابر جبرة - علي عبدالجليل راضي - کامل نخلة - عزیز جورجي المنقبادي - رابح لطفي جمعة - عبدالرزاق نوفل - إسماعيل مظهر).

### قيادة الجمعية الثيوصوفية
وقد خلف هیلینا في قيادة الجمعيات الثيوصوفية المتصوف الأمريكي ویلیام جدج (1896 - 1851 William Q. Judge). ثم خلفته السيدة کاترین تينجلي (1847 - 1929)، وقد نجحت الأخيرة في تحويل النزعة الثيوصوفية من التصورات الخطابية والرؤى الفلسفية إلى مشروعات عملية وفلسفة تطبيقية وذلك في إطار المعرفة الحدسية والمسحة الأخلاقية وقد نجحت كذلك في صبغ تعاليم الجمعيات بالمبادئ الماسونية راغبة بذلك عن الفلسفات الهندية بوجه عام.
الثيوصوفية الهندية

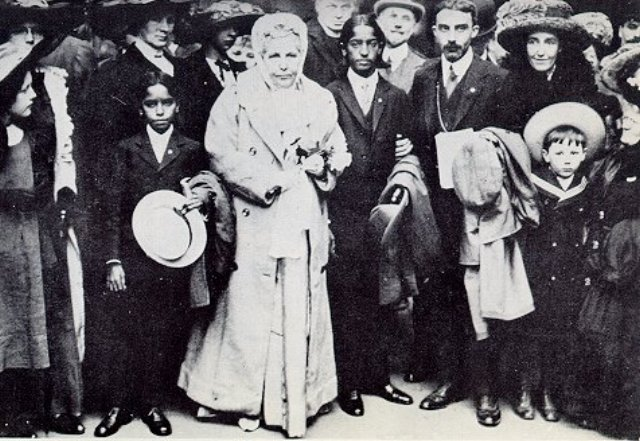
بيسانت مع الطفل كريشنامورتي.

أما الثيوصوفية الهندية فقد احتفظت بتراثها الكلاسيكي وذلك بفضل جهود المتصوفة آني بيزنت (1847 - 1933). وفي عام 1909 أسس المتصوف الأمريكي روبرت کروسبي المقر العالمي للثيوصوفية في لوس أنجيلوس، وفي نفس الآونة أنشأ جراس اف نوخ جمعية للدراسات الثيوصوفية في كاليفورنيا. وفي عام 1911 نصب المتصوف (جیدو کیرشامورتي) (1895 - 1986) نفسه مرشدا عالميا للفلسفة الثيوصوفية الهندوسية وأعلن أنه أضحى من كبار المتصلين بعالم الربوبية وملهما يوحى إليه من قبل الإله الأعظم الأمر الذي ساهم في انتشار تعاليمه وذيوع كتاباته بين سائر الجمعيات الروحية ذلك فضلا عن أثر تعاليمه في تطور الكثير من المذاهب والمعتقدات مثل البوذية والجينية وحركة الأنا The I am Movement والمذهب الروسیكروثي Rosicrucianism وهو أحد المذاهب الروحية المفسرة للكون، وفلسفة العقل والفلسفة الشخصانية والنحلة المسيحية الليبرالية، في أوروبا وأمريكا.

### اليهودية الباطنية
ولا تخلو الجمعيات الحسيدية اليهودية الباطنية من تأثير الفلسفة الثيوصوفية من أمثال جماعة الخليستي التي تأسست في القرن السابع عشر، وحركة حماد التي تأسست عام 1788م في بيلاروسيا وجماعة أجوداث التي تأسست عام 1912م في الولايات المتحدة الأمريكية.

### مراكز الثيوصوفيا
وقد أضحى للثيوصوفية العديد من المراكز العلمية والجمعيات وجامعة أكاديمية ومؤسسة إعلامية تعبر عن رسالتها وتنشر كلاسيكياتها من خلال مطبوعاتها ودورياتها (ولاسيما مجلة شروق الشمس الأمريكية، والمجلة الثيوصوفية) وما يزال الجناح الثيوصوفي الغربي يعمل في فلك المحافل الماسونية ويدين لها بالولاء والاحترام والتبجيل في شتى أنحاء العالم. وقد استعانت أجهزة المخابرات الأمريكية والألمانية ببعض رجالات الثيوصوفية المخضرمين في إعادة تشكيل العقل الباطن والتلصص على الأفكار المخزونة في المخ وكذا تفسير الأحداث غير الطبيعية. ولا ريب في أن اشتغال بعض الثيوصوفيين بالسحر وتحضير الجن قد ألصق بهم العديد من التهم والجرائم وعلى رأسها الشعوذة وأدناها استعداء الأرواح الشريرة على البشر.
وقد أجمل الدكتور خزعل الماجدي تاريخ الثيوصوفيا في عدة نقاطٍ، وهي:
- يمكن النظر إلى الكثير من الأديان الشرقية القديمة، كالسومرية، والبابلية، والمصرية، والهندية، والصينية، والفارسية، كجذور أولى للثيوصوفيا، بما تحمله من أسرار، ومعارف روحية ومادية معا.
- أمونيوس ساکاس (القرن الثالث الميلادي، توفي نحو 245م) الملقب بـ: (تلميذ الآلهة)، ومعلم أفلوطين أول من استخدم مصطلح (ثيوصوفيا) للدلالة على التراث الروحي الباطني، وأسس النظام الثيوصوفي المصطفى (Electic Theosophical system) حاول فيه الجمع بين العقائد الظاهرة والباطنة في عصره على أسس أخلاقية معرفية. كان أقرب ما يكون إلى أن يكون نبيا، حيث لقب بـ (الملهم من الله)، فقد درس نقديًا فلسفة أفلاطون وأرسطو، وحاول التوفيق بينهما، وأعطى فلسفته مذاقا سريا، وقد استقى منه أفلوطين فلسفته، ولكنه يعد مؤسسا للأفلاطونية الحديثة في ذلك الزمان.
- الأسينيون: وهم رهبان يهود معتزلون كتبوا مخطوطات البحر الميت، التي حفلت بالآراء الثيوصوفية والغنوصية.
- الغنوصيون المسيحيون: ومن كتبهم إنجیل توما الغنوصي.
- إخوان الصفا: وهم الفلاسفة المسلمون، الذين اشتهروا برسائلهم الفلسفية الروحية العلمية.
- جماعة الصليب الوردي.
- الشعراء الجوالون (التروبادور).
- جماعة (أوفياء المحبة)، ومنهم دانتي.
- بلافاتسكي: مجددة الثيوصوفيا في القرن التاسع عشر، ومن أهم أتباعها هنري أولكوت، ووليم يدج (W.Judge).
- کرشنا مورتي، وهو فيلسوف وثيوصوفي هندي يدعو إلى تغيير الفرد لنفسه من الداخل أولا.[43]

## المعلمون
من الأمور المركزية في الاعتقاد الثيوصوفي فكرة أن مجموعة من الأتباع الروحيين المعروفين بالسادة ليسوا موجودين فقط بل كانوا مسؤولين عن إنتاج النصوص الثيوصوفية المبكرة. بالنسبة لمعظم الثيوصوفيين، يعتبر هؤلاء الأساتذة هم المؤسسون الحقيقيون للحركة الثيوصوفية الحديثة. في الأدب الثيوصوفي، يُشار إلى هؤلاء الأساتذة أيضًا باسم المهاتما، والأتباع، وأساتذة الحكمة، وأساتذة التراحم، والأخوة الأكبر سنًا. يُنظر إليهم على أنهم أخوة من الرجال البشريين الذين تطوروا بشكل كبير، سواء من حيث الحصول على التطور الأخلاقي المتقدم والتحصيل الفكري. يُزعم أنهم حققوا فترات حياة طويلة جدًا، واكتسبوا قوى خارقة للطبيعة، بما في ذلك استبصار والقدرة على إخراج أرواحهم على الفور من أجسادهم إلى أي مكان آخر (طي الأرض). هذه هي القدرات التي يزعم أنهم حصلوا عليها خلال سنوات عديدة من التدريب. وفقًا لبلافاتسكي، بحلول أواخر القرن التاسع عشر، كان محل إقامتها الرئيسي في مملكة التبت في جبال الهيمالايا. كما زعمت أن هؤلاء الأساتذة هم مصدر العديد من كتاباتها المنشورة.

يُعتقد أن الأساتذة يحافظون على المعرفة الروحية القديمة في العالم، ويمثلون جماعة الإخوان البيض العظمى أو لودج الأبيض التي تراقب البشرية وتوجه تطورها. من بين أولئك الذين ادعوا أن الثيوصوفيين الأوائل كانوا أساتذة وشخصيات إنجيلية مثل إبراهيم وموسى وسليمان ويسوع وشخصيات دينية آسيوية مثل يعقوب بوهمه واليساندرو كاليوسترو وفرانز أنطون ميسمر. ومع ذلك، فإن أبرز الأساتذة الذين يظهرون في الأدبيات الثيوصوفية هم كوت حومي أو هومي Koot Hoomi، وموريا Morya ، الذي ادعت بلافاتسكي أنها على اتصال به. وفقًا للاعتقاد الثيوصوفي، يقترب من الأساتذة أو المعلمين من يعتبرون قد شرعوا في المجاهدة والرياضة الروحية. ويخضع المتدرب بعد ذلك لعدة سنوات من الاختبار، حيث يجب أن يعيشوا حياة من النقاء الجسدي، ويظلون عفيفين، ويمتنعون عن اللذات والشهوات، ولا يبالون بالرفاهية الجسدية. وقد شجعت بلافاتسكي على رسم صور تخيلية تجسد أشكال المعلمين الأوائل، وقد لاقى ذلك استحسانا بين أوساط الثيوصوفيين، وقد اعتبرت هذه الصورة مقدسة. وقد رسمها الرسام هيرمان شميتشين (22 يوليو 1855 - ج .1923 أو 1925) الألماني الثيوصوفي.

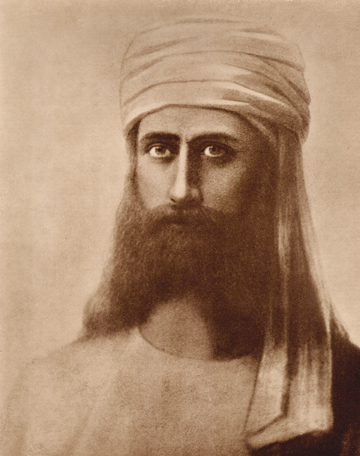
موريا
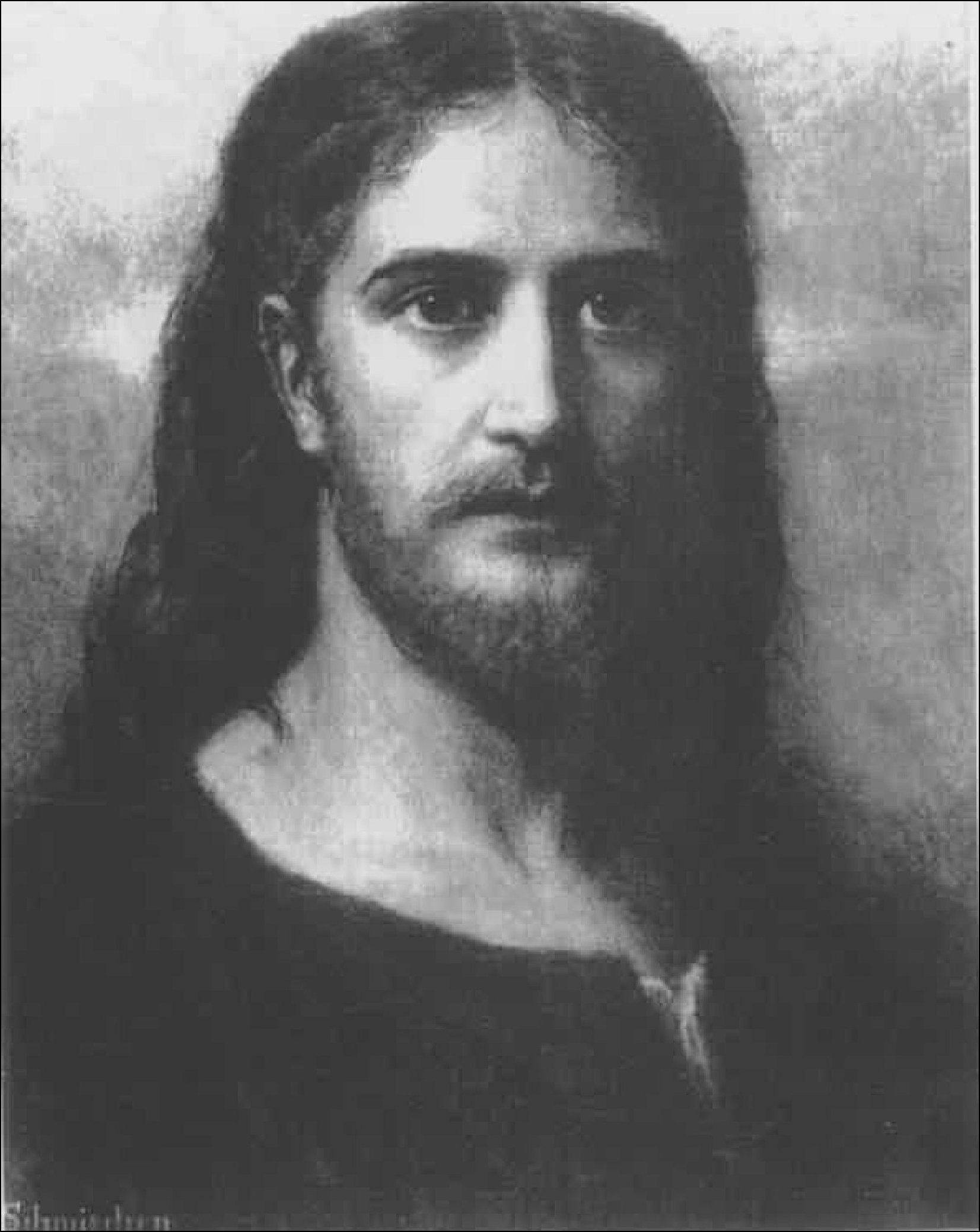
المسيح
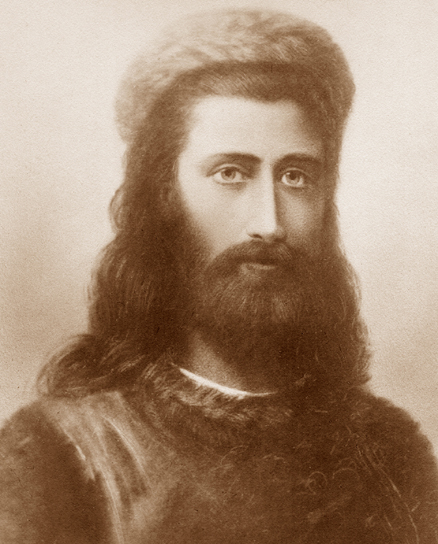
كوتي حومي

### دين الحكمة القديم
وفقًا لتعاليم بلافاتسكي، فإن العديد من أديان العالم لها أصولها في دين قديم عالمي، «عقيدة سرية» كانت معروفة لأفلاطون والحكماء الهندوس الأوائل والتي لا تزال تدعم مركز كل دين. وقد أشاعت فكرة أن المجتمعات القديمة أظهرت وحدة العلم والدين التي فقدتها البشرية منذ ذلك الحين، إذ تجاوزت معرفتم بما يفوق بكثير ما يعتقده ويعرفه العلماء الحديثون عنها. علمت بلافاتسكي أيضًا أن الأخوة السرية حافظت على دين الحكمة القديم هذا على مر القرون، وأن أعضاء هذه الأخوة يحملون مفتاح فهم المعجزات، والآخرة، والظواهر النفسية، علاوة على ذلك، هؤلاء الأتباع أنفسهم لديهم قوى خارقة.
وذكرت أن هذا الدين القديم سيتم إحيائه وانتشاره في جميع أنحاء البشرية في المستقبل، ليحل محل الأديان العالمية السائدة مثل المسيحية والإسلام والبوذية والهندوسية. تميل الثيوصوفيا إلى التأكيد على أهمية النصوص القديمة على الطقوس والعادات الشعبية الموجودة في التقاليد الدينية المختلفة. ومع ذلك، فقد أثار التصوير الثيوصوفي للبوذية والهندوسية انتقادات من ممارسي التقاليد البوذية الأرثوذكسية والهندوسية، وكذلك من العلماء الغربيين لهذه التقاليد، مثل ماكس مولر، الذين اعتقدوا أن الثيوصوفيين مثل بلافاتسكي كانوا يسيئون تمثيل التقاليد الآسيوية.

## مبادئ الثيوصوفيا

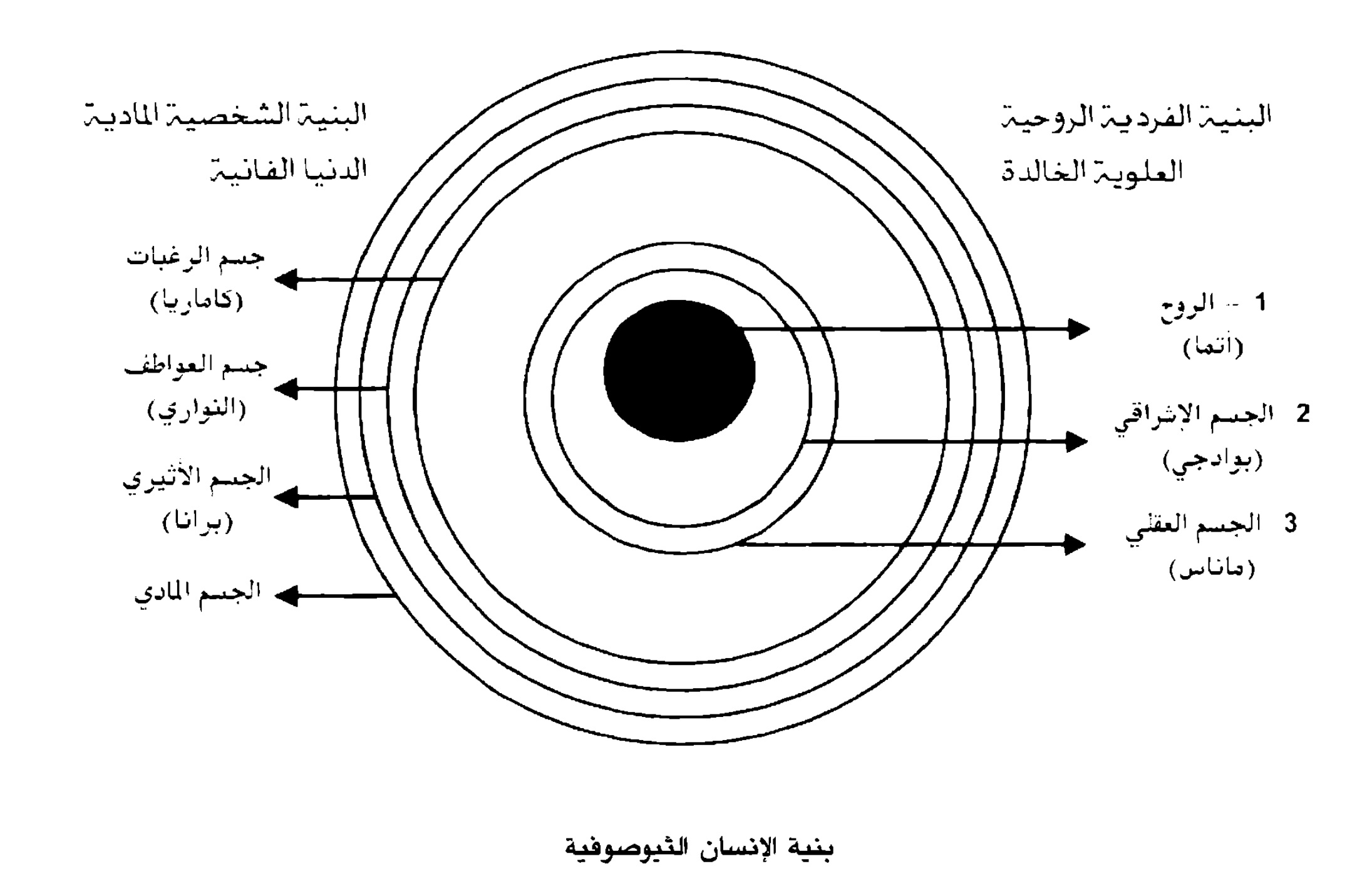
بنية الإنسان الثيوصوفية.

أما مبادئ الثيوصوفيا، فيمكننا رصدها في (المذهب السري) لبلافاتسكي، وهو مؤلف من ثلاثة مجلدات يمكننا تلخيص أهم مبادئها كما يأتي نقلا عن بحث ديمتري أفييريتوس (الحكمة الإلهية، ومبادئها الأساسية الثلاثة).
الإله، الذي في الإنسان، يمكن الوصول إليه عن طريق الحكمة، وإقامة علاقة عميقة مع الكون، وهذا هو الخلاص الثيوصوفي، وهو جوهر الغنوصية، لكنها تستبدل بالعرفان الحكمةَ، على الرغم من دلالتهما الواحدة.
أما أهم المبادئ، التي نادت بها الثيوصوفيا، فهي:
- بنية الإنسان: ينقسم الإنسان إلى بنيتين أساسيتين هما:
- البنية الفردية (الروحية)، التي تتكون من الروح (أتما)، والجسم الإشراقي (بودهي)، والجسم العقلي (ماناس). وهذه البنية خالدة لا تموت بموت الإنسان، وتحمل معها خبرات الأعمار السابقة.
- البنية الشخصية (الدنيا)، التي تتكون من جسد الرغبات (کاماربا)، وجسد العواطف، وجسد الأثير (برانا)، وجسد المادة. وهذه البنية فانية تعود ذراتها إلى العالم الأصلي ليعاد تركيبها وعودتها في تجسد جدید. 464
- (الكارما السبب والنتيجة): وهو القانون الكلي، الذي يقود ويوجه القوانين، ويصنع نتائجها؛ لأن لكل نتيجة سببا، والنتائج هي أسباب لنتائج قادمة.[56]
- الأخوة الشاملة بسبب من حضور الإله الواحد الشامل في كل واحد منا، ولذلك لا بد من أخوة شاملة بين جميع البشر دون تمييز عرقي، وديني، وثقافي، وسياسي.
- دورة الخير والشر متتابعة في الإنسان، وعلى الإنسان معرفة الغاية من وجوده، ومعرفة النفس والاتجاه بها نحو الخير، وتخطي الشر.[57]

المبادئ العامة للثيوصوفيا، كما بسطتْها السيدة بلافاتسكي في مؤلفاتها الغزيرة، ولاسيما في موسوعتها الباطنية العقيدة السرية:
- الثيوصوفيا هي الحكمة المتراكمة عبر العصور، بدون أن يختص بها عصر دون عصر أو أمة دون أخرى.
- هنالك مبدأ أصلي إلهي متجانس في ذاته، يصدر عنه العالم المنظور في فيض أبدي. هذا المبدأ تطلق عليه الثيوصوفيا اسم الكينونة Be-ness.
- الكون المادي الذي نحيا فيه هو التجلِّي الدوري لحقيقة غير مادية، وهو حلقة ضمن سلسلة لامتناهية من الأكوان التي تظهر وتختفي في حركة مدٍّ وجزر من الدفق والانحسار أو الانطواء والانبساط.
- الكون، بكلِّ ما فيه، عابر وزائل بالقياس إلى ديمومة المبدأ الأصلي.
- كلُّ ما في الكون، عبر ممالكه قاطبة، واعٍ؛ أي أن وعيًا يسري في كلِّ مكوَّن من مكوَّناته يتناسب ومستواه من التفتح أو درجة إفصاحه عن المبدأ الأصلي.
- يتشكَّل الكون ويوجَّه من الباطن إلى الظاهر، أو من الأعلى إلى الأدنى؛ وهو ليس حصيلة الصدفة العمياء، بل نتاج مبادئ داخلية قائدة تبطِّن تجلِّيه (بالمصطلح الحديث «ذاتي الانتظام» auto-organized).
- نظام الطبيعة ككل يقيم الدليل على السببية والغائية معًا في التطور الطبيعي.
- بين صور الحياة السارية في الكون علاقاتٌ متداخلة تداخلاً ديناميًّا حيًّا.
- يتماثل كلُّ فرد، من حيث الماهية والجوهر، مع الكينونة أو المبدأ الأصلي المطلق، وإن كان يمرُّ عبر دورات متوالية من التجسُّد امتثالاً لناموس كرما karma، أو قانون السببية الكوني، باتجاه بلوغ المزيد من تفتُّح الوعي.[58]

## المعتقدات الروحية
يقولون إن في معتقدهم قواعد فلسفية وعلمية. ودعاته منتشرون على وجه البسيطة. والدعاة الذين في بلاد التبت علموا مدام بلافتسكي جميع الحقائق الثيوصوفية، وقد بلغ منعم التصوُّف مبلغاً عظيماً جداً. فقويت طبيعتهم الروحية حتَّى خضعت لها أجسادهم وعقولهم ولذلك تسلطوا على قوى الطبيعة، وصاروا قادرين على عمل العجائب واجتراح المعجزات.
وأساس معتقدهم أنه يوجد إله مجرَّد واجب الوجود لذاته لا يدرك الإنسان كنهه. وإنَّ الحياة والوجدان والكون نفسه من مظاهره أو تجلياته. فإنه هو أزليٌّ ولكن الكون زائل يبقى مدة ملايين من السنين ثم يزول، ويعود الخالق فيخلق كونا آخر وهلم جرًّا. ويصدر الكون منه باتحاد الهيولى بالجوهر أو النفي بالإيجاب لا لأنَّ الهيولى والجوهر منفصلان أحدهما عن الآخر بل لأنهما مفترقان كافتراق القطب الإيجابي عن القطب السلبي في المغناطيس مع أنهما موجودان في كل ذرة.
ويتدرج الهيولى والجوهر على سبع صور هي مراتب النشوء السبع وكل مرتبة يقل الجوهر فيها ظهورا عن التي قبلها، ويزيد الهيولى إلى المرتبة السابعة ثم ينقلب الأمر فيقل الهيولى ويزيد الجوهر رويدا رويدا حتى يعود الجسم روحا مجردا كما كان أوَّلًا. وهذه المراتب السبع موجودة في الإنسان وثلاث منها روحية وهي: الروح والنفس والعقل. وأربع منها هيوليَّة وهي: العواطف والحياة والجسم الفلكي والجسم الطبيعي.

فعند موت الإنسان ينفصل الجسم الفلكي عن الجسم الطبيعي وتعود الحياة إلى الحياة العامة وتبقى العواطف في الأثير مدة طويلة أو قصيرة حسب ما كانت خاضعة للطبيعة العليا ولكنها تزول أخيرًا.
وأما الثلاث الباقية وهي الروح والنفس والعقل فتكون من حياة الإنسان في هذه الدنيا متصلة بطبيعته الأرضية بواسطة العقل وهذا العقل قسمان علوي وسفلي فالعلوي يحاول الصعود إلى الاعلى والسفلي مختلط بالعواطف ويطلب الحياة الدنيا. وعند الموت تطلب هذه الثلاث الانفصال عن طبيعة الإنسان الدنيا ويعود العقل السفلي إلى مصدره وهو المثل العلوي حاملا معه ما تعلمه بالاختبار مدة حلول النفس في الجسد. وترتاح هذه الثلاث مع ما اكتسبه العقل بالاختبار في حالة من الوجدان مستقلة عن الجسم الطبيعي وعن حدوده وعوائقه الكثيرة.
وتدوم هذه الحالة بحسب درجة الإرتقاء التي بلغها الإنسان وهو على الأرض وتنتهي بعود هذا الوجدان إلى جسم آخر. فان أهل هذا المذهب يعتقدون بالحلول أو التجسد أو التقمص، ويقولون أن العقل يحاول ترقية الجسم الذي يحل فيه والافكار التي بفتكرها هي أشياءٌ حقيقية ولكن مادتها لطيفة جدا وهي من مادة الأثير وإن أفكار كل حلول تنتهي في جسم فكري هو نتيجة ذلك الحلول أو التجسد وهذا الجسم الفكري يكون كقالب يُفرغ فيه الجسم المادي الذي تحلُّ النفس فيه في التجسد التالي. وعندهم أن الغرائز التي يولد بها الطفل وتظهر في الدماغ والمجموع العصبي هي نتيجة الحالة التي كان فيها وهو في الجسم السابق لهذا الجسم.
والنفس التي تطلب الحلول تنجذب إلى الأمة أو العائلة التي تجهزها بما يلزم لها من المواد الطبيعية والوسائط العقلية ولذلك تكون المواد الطبيعية مطبوعة بخواص تلك الأمة وتلك العائلة جسدا وعقلا ولكنها تتركب بحسب الجسم الفكري المشار اليه آنفا. ولذلك تُرسَّخ الملكات العقلية والأدبية التي يحصل عليها الإنسان مدة حلوله في الجسد مرة أو مرارًا وهذا هو سبيل الإرتقاء ويعبر عنه عندهم بكل (كرْما) ومعناها باللغة السنسكريتية العمل. فكل الأفكار الصالحة والطالحة تترك لها أثرا في الجسم الفكري ثم تظهر في الحياة التالية التي يحياها الإنسان ولا مناص له من ذلك ولكنه يستطيع أن يزيد هذه الآثار أو يزيلها فإذا عمل بمقتضى الأثر الرديء زاد رداءة في الحياة التالية وإذا عمل ضده أبطل فعله وأزاله وإذا عمل بمقتضى الأثر الجيد زاد جودة وإذا عمل ضده أضعفه أو أزاله. فالحياة التالية تتوقف على الحياة الحاضرة.
والناس أخوة ومن مصدر واحد وعليهم أن يعيشوا كذلك لكي يعم الخير والنفع. وستزول جميع الفروقات التي بين طوائف الناس على تمادي الأزمان. ومن غرض الجمعية الثيوصوفية أولا أن تكون مركزا لأخوية عامة تشمل كل نوع الإنسان، وثانيا أن تعضد درس علوم المشرق وأديانه وعلومه، وثالها أن تبحث في نوامیس الطبيعة التي لم تبسط حتى الآن بسطا كافيا وفي قوى الإنسان الطبيعية. هذه خلاصة هذا المذهب الفلسفي ويظهر لنا أنه شبيه ببعض المذاهب الباطنية التي انتشرت في المشرق والمغرب من قديم الزمان.
تری بلافاتسكي أن فكرة الله في الثيوصوفيا تختلف عما هي موجودة في باقي الأديان، فهي تقول: إن الله «هو باني الكون الأزلي، الذي لا يني يتطور، وليس خالقه ذلك الكون عينه المتفتح عن ماهيته، وليس المصنوع. إنه، في رمزيته، دائرة لا محيط لها، ليس لها إلا صفة واحدة فاعلة أبدًا تحيط بكل الصفات الموجودة، أو المعقولة الأخرى. إنه القانون الأوحد، الذي تنبثق عنه القوانين المتجلية؛ الأبدية، والثابت، ضمن ذلك القانون غير المتجلي أبدًا؛ لأنه القانون المطلق، الذي يكون، في فترات تجليه، الصيرورة الأبدية» (بلافاتسكي: 1889م: 54).
وهي ترى أن الشرارة الإلهية في الإنسان؛ إذ هي واحدة ومتماثلة في جوهرها مع الروح الشاملة، فإن «ذاتنا الروحية، عليمة عمليا بكل شيء، بيد أنها لا تستطيع أن تبين معرفتها نظرة إلى عراقيل المادة؛ لذا فإننا كلما أزلنا هذه العراقيل، وبعبارة أخرى، كلما شُلَّ الجسم الجرماني فيما يختص بنشاطه ووعيه المستقلين، كما في النوم، أو السبغة العميقين، أو كما في المرض، أيضا، تجلت الذات الباطنة تجليا أكمل على هذه المرتبة» (بلا فاتسكي: 1889م: 27).
وهي ترى أن كل فرقة دينية، أو فلسفية، كان لها تعالیم باطنية، أو سرية تحت تعاليمها العلنية الظاهرة، وتضرب أمثلة كثيرة على ذلك في الشعوب القديمة، وترى أن الثيوصوفيا امتداد للحكمة الباطنية هذه، وتجسيد لها.
ومن أهم الأفكار والمعتقدات التي تشكل بنيتها: فيمكن إيجازها في:
- تؤمن الفلسفة الثيوصوفية بوحدة الأديان. فالحقائق الإلهية لا تختلف من دين إلى آخر لأنها الأصل والمنبع. أما الأديان السماوية والوضعية قد تتعاقب وتتشكل وتتأثر بالثقافات التي تنشأ فيها الأمر الذي يقطع بأن لا دين أعلى من الحقيقة الإلهية. وقد تأثرت في ذلك بالعديد من النظريات الصوفية وعلى رأسها نظرية وحدة الأديان والنور المحمدي وكذا آراء بعض الفرق الباطنية وعلى رأسها فرقة الإسماعيلية ذلك فضلا عن تأثرها بنظرية الفيض الأفلوطينية.
- أن للإنسان والإله کیان واحد فروح الرب حلت في الشكل الإنساني فأضحي بشرا وحلت كذلك في باقي الكائنات فأخذت صورها المادية المتباينة والمتعددة (الجبال - الأنهار - الكواكب - الحيوانات - الأرض - الكائنات الروحية الجن والعفاريت) وعليه يصبح الإنسان إحدى صور الإله المتجسدة وأن هذا الجسد يبلى ويتحول إلى صورة أخرى في حين تظل الروح محتفظة بماهيتها السرمدية. وتتفق الثيوصوفية في ذلك مع التصورات التي جاءت في الفلسفة الهندية ولاسيما في نظرية الكارما ووحدة الوجود وكذا عند الصوفية القائلين بالاتحاد والحلول.
- إن سر تفوق الفلاسفة الأقدمين في الشرق على غيرهم يرجع إلى قدراتهم الفائقة على استقبال الإلهامات الإلهية التي هبطت في صورة 43 جامعة للعلم والأخلاق والدين والفن في سياق واحد الأمر الذي يبرر تخلف الأجيال اللاحقة وعجزها عن استيعاب تلك الإلهامات الحدسية الباطنية فجنحوا عن الطريق وضلوا وشوشت عقولهم وفسدت أخلاقهم وتعددت رؤاهم وتفسيراتهم للكون وانقسم الفلاسفة في ضوء ذلك التخبط إلى وضعیین ماديين ومثاليين عقليين وروحيين حدسيين وسوف يأتي يوما يدرك فيه الإنسان إن ما كان يعتقد في ماديته لا يخلو من الروح وأن ما كان يظن أنه وليد الحس سوف يكتشف أن خلفه الشعور والحدس وعليه فالجمادات لا تخلو من الحياة والجن والعفاريت ليست أوهاما خرافية بل موجودات حقيقية. وفي هذا السياق توحد الثيوصوفية بين الوحي والإلهام والرؤى الحدسية فهي لا تميز بين العالم المبدع والفيلسوف المتأمل والنبي المصطفى والصوفي العارف والولي صاحب الفتوحات والإشراقات والفنان الملهم والأديب العبقري، فكلهم اتصل بالعقل الفعال وحلت فيهم الروح الإلهية الخلاقة ولكن بدرجات متفاوتة تبعا لنقاء سرائرهم وقدرتهم على استيعاب ما يرونه من حقائق وأنوار علوية ومواقعهم (بعدا أو قربا من الحجب والحضرة الإلهية).
- أن الصوفية وحدهم هم الذين يدركون بقلوبهم وعقولهم وحواسهم ذلك اللقاء الذي يحدث بين أرواحهم الجزئية والروح الكلي في صورتي الاتحاد والحلول، والمتصوفة يعرفون أيضا أن الروح الإلهي حاضرة في كل الموجودات وفي سائر الكائنات وقد فطن حکماء الهند والفلاسفة الرواقيين ومن قبلهم جميعا كهنة مصر وآشور وبابل فالوجود عندهم لا يتجزأ والحكمة الإلهية هي الحقيقة الأزلية التي لا تتبدل.[62]

تقول بلافاتسكي:
| ثيوصوفية | أن المعرفة الإشراقية الحدسية الإلهامية لا تتكشف لكل البشر لأنها محاطة بحجب وأسرار وموانع لا يستطيع تخطيها إلا نفر قليل من البشر اجتمعت فيهم صفات أخلاقية وعقلية وإدراكية حسية خاصة جدا الأمر الذي ميزهم عن غيرهم من الفلاسفة والعلماء والعرافين والكهنة وغيرهم من المریدین الذين يسألون عن الحقائق الكلية وينشدون الكمال. | ثيوصوفية |

ولا تختلف هذه الأفكار في جملتها عن تصورات الفلاسفة القائلين بالدين الطبيعي والطبيعة الطابعة والطبيعة المطبوعة وكذا جل الفلاسفة الحدسيين والروحيين من جهة وأصحاب الفكر الماسوني من جهة أخرى.

## كوسمولوجيا العقيدة السرية

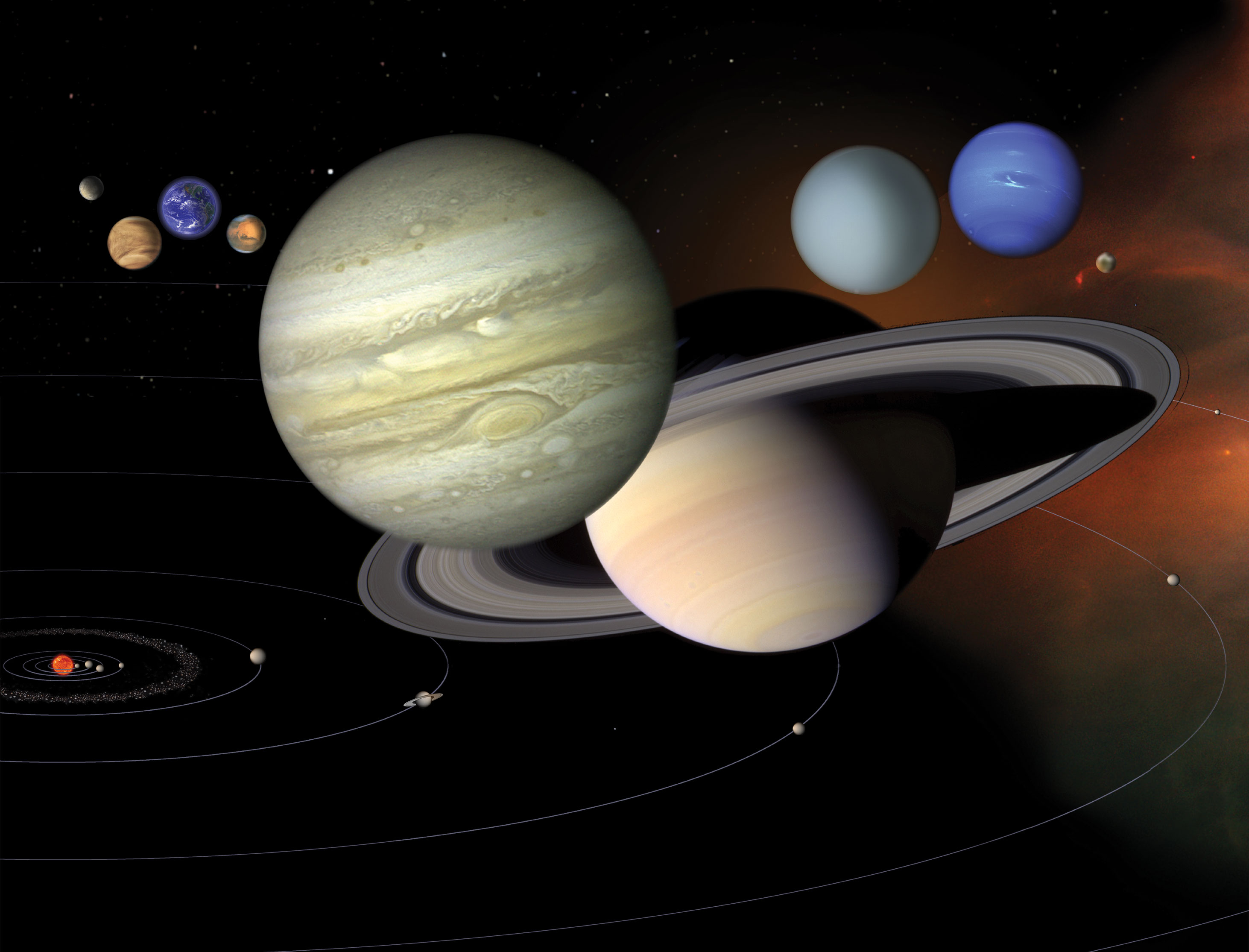
وفقًا للتعاليم الثيوصوفية، فإن كل نظام شمسي هو انبثاق عن "الكلمة" أو "إله شمسي"، حيث يشرف كل واحد من الأرواح الكوكبية على أحد الكواكب.

شرح مبسط لكوسمولوجيا العقيدة السرية على شكل نقاط:
- الكون المتجلِّي متأصل في مبدأ صمداني، قيوم، أزلي، مطلق (يطلق عليه الهندوس اسم بربرهمن Parabrahman)، هو الأحدية المطلقة والحق الأسمى، لا يتجلَّى أبدًا ويتعالى عن ملكات الفهم البشري.
- الوعي Consciousness والطاقة Energy، أو الروح Spirit والمادة Matter، حقيقتان مستقلتان من حيث الظاهر؛ لكنهما، من حيث الباطن، وجهان للمطلق أو مظهران له؛ وهما أول تمايز عن المبدأ الأصلي وأساس فعل التجلِّي الكوني.
- عن الثالوث السابق – أي المطلق (وقد تعيَّن) والروح والمادة – تنبثق كلُّ الأكوان التي تظهر وتختفي عبر دورة لا نهاية لها من أطوار «التجلِّي» (شرشتي shrishti) و«التحلُّل» (بـرَلَـيا pralaya).
- المنظومات الشمسية التي تتألف منها المجرَّات والكون إجمالاً تعبيرات عن الحق الأسمى؛ ويشكل كلٌّ منها نظامًا مستقلاً، لكنه متأصل في المطلق غير المتجلِّي أبدًا.
- كلُّ منظومة شمسية هي عبارة عن بنيان تام التنظيم، لا توجِّهه قوانين طبيعية سرمدية وحسب، بل تُعَدُّ تجلِّيًا لعقل كلِّي متعالٍ يدعى الكلمة Logos.
- جرم الشمس وأجرام الكواكب التابعة لها إنما هي الجانب الأظْهَر، أو قُلْ الأكثف، من منظومتنا الشمسية؛ إذ إن ثمة عوالم غير منظورة عديدة مكوَّنة من مادة أرقَّ متداخلة مع العالم الجسماني.
- المنظومة الشمسية، بكواكبها وتوابعها قاطبة، منظورةً وغير منظورة، مسرح واسع للتطور، تتفتح فيه الحياة على مراحل مختلفة ومتدرِّجة، في صور لا عدَّ لها، نحو كمال متسامٍ.
- تتم هذه السيرورة برمَّتها بحسب «خطة» محددة، حاضرة في العقل الإلهي؛ وتضبطها وتوجهها مراتب hierarchies من الكائنات الفائقة الرقيِّ التي تنتمي إلى مختلف درجات التطور.
- تتفتح الحياة تدريجيًّا، شوطًا بعد شوط، مرورًا بالممالك المعدنية والنباتية والحيوانية والإنسانية؛ ويتواصل التطور المتصاعد حتى بعد بلوغ كمال الحياة الأرضية.
- تقود التطور الإنساني على مستوى الكرة الأرضية «أخوية» من البشر المتطورين الذين بلغوا كمال الحياة الأرضية وطوَّروا في أنفسهم قدرات وملكات معرفية يتعذر علينا تصورها ونحن من التطور على ما نحن عليه؛ وهم على اتصال وثيق فيما بينهم وعلى اطِّلاع تامٍّ على قضايا العالم الذي يوجِّهونه، طبقًا للخطة الإلهية، بحكمة ودراية لانهائيتين.
- كلُّ إنسان، من حيث ماهيَّته، كائن إلهي، وهو ينطوي في ذاته، بالقوَّة in potentia، على كلِّ القدرات والملكات التي تتصف بها الألوهة؛ وتتفتح هذه القدرات وتلك الملكات تدريجيًّا، وصولاً إلى كمال للوعي وسعة متناميين لا حدَّ لهما.
- يتم تفتح هذه القدرات وتلك الملكات الكامنة عبر سيرورة «التقمُّص» (أو «العَوْد للتجسُّد» reincarnation)، بحيث تعاود النفس التجسد باستمرار، في أزمنة مختلفة وأمكنة متباينة وظروف متنوعة، كي تغتني بخبراتها، مارَّة بين كلِّ تجسد وآخر بفترة من الراحة الذهنية في العوالم ما فوق الجسمانية اللطيفة (التي يُصطلَح في الأدبيات الثيوصوفية على تسميتها بالـديفاخان Devachan أو «مقام الآلهة») لكي «تهضم» هذه الخبرات وتتمثل خلاصتها.(1)
- كلُّ مظاهر الحياة البشرية تنتظمُها نواميس طبيعية، يفعل كلٌّ منها ضمن فلكه الخاص؛ وهذه النواميس جميعًا ينتظمُها، بدوره، ناموسٌ واحد يُعرَف عمومًا باسم كرما karma، يسود على كلِّ شيء جاعلاً الإنسان سيد قدره ومصيره والمسؤول الأوحد عن سعادته وشقائه.(2)
- كما يمكن لتطور الأشكال في المملكتين النباتية والحيوانية أن يتسارع بالاستفادة من قوانين البيولوجيا، كذلك يمكن للتطور البشري أن يتسارع تسارعًا فائقًا بتطبيق القوانين الفكرية والروحية الفاعلة، كلٌّ منها في عالمه.
- تنهض العلوم الباطنية الرامية إلى حثِّ التطور الروحي للإنسانية على تطبيق هذه القوانين الطبيعية على شأن التطور البشري؛ وهي تماثل في فاعليتها ومصداقيتها القوانين الفاعلة في العالم الجسماني في حقل العلم الوضعي من حيث الحصول على نتائج محدَّدة بدقة بالغة.[65]

## المبادئ الثلاثة الأساسية

### المبدأ الأساسي الأول
المبدأ الأساسي الأول، كما ينص عليه كتاب العقيدة السرية:(3)

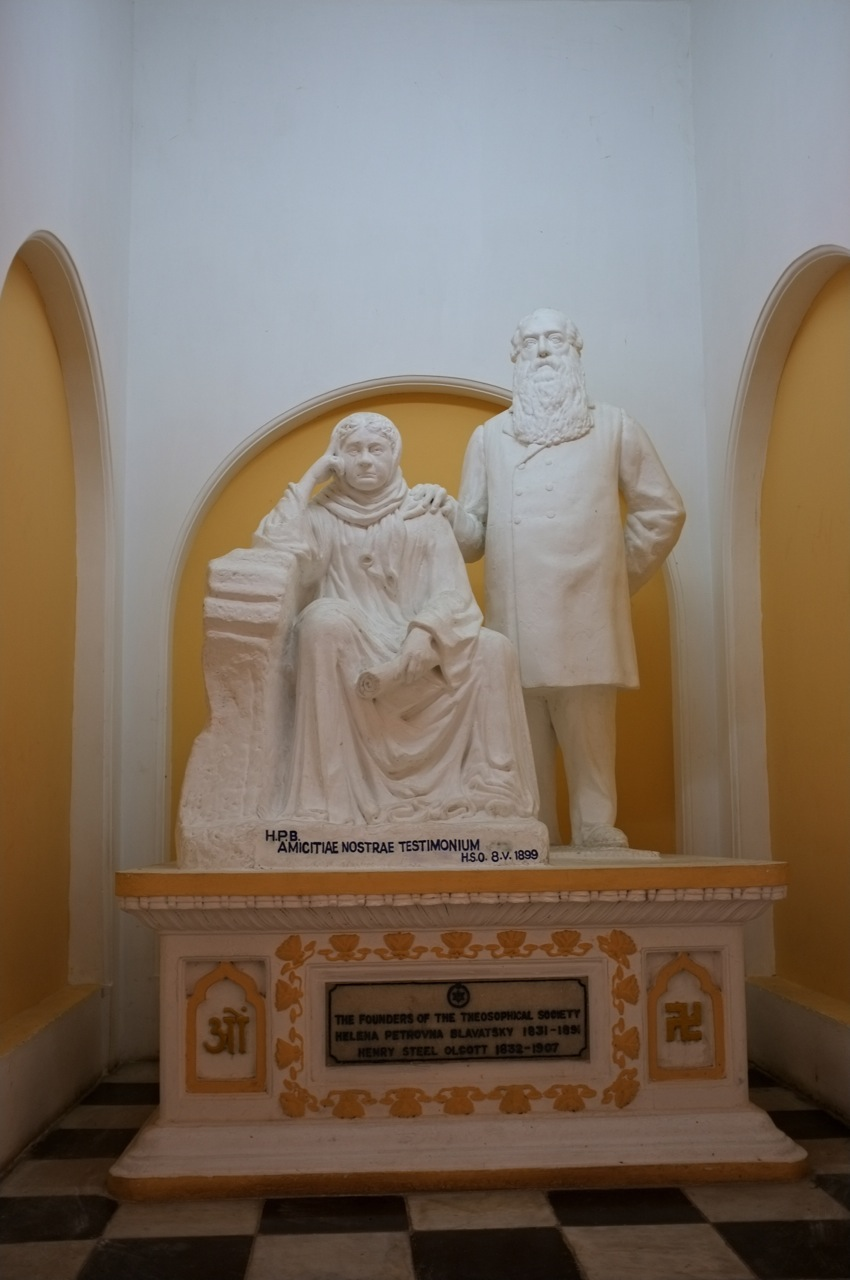
تمثال بلافاتسكي وأولكوت في أديار.

مبدأ كلِّي الحضور، أزلي، غير محدود، سرمدي، يستحيل تذهُّنه لأنه يتعالى عن ملكة التصوُّر البشري وليس من شأن أيِّ تعبير أو تشبيه بشريين إلا أن يقلِّصه. فهو يتخطى مجال الفكر ومداه.
هناك، إذن، حقٌّ واحد مطلق، سابق على كلِّ موجود متجلٍّ ومحدود؛ وهذه العلَّة اللانهائية والأزلية هي الأصل الذي لا أصل له «لكلِّ ما كان، وما هو كائن، وما سيكون أبدًا». لذا تفضل السيدة بلافاتسكي أن تطلق عليه اسم الكينونة Be-ness (بالسنسكريتية سَتْ Sat) على «الكائن» being.
يُرمَز إلى هذه الكينونة في العقيدة السرية بطريقتين: هنالك، من جهة، الفراغ المجرد المطلق الذي يعجز أيُّ فكر بشري عن سبره أو تكوين أيِّ تصور عنه أو تذهُّنه مجرَّدًا؛ وهنالك، من جهة أخرى، الحركة المجرَّدة المطلقة («المحرِّك الساكن» بحسب تعبير أرسطو) التي تمثل الوعي الطليق غير المحدود.
عن هذه الأحدية أو الكينونة المطلقة يحدث أول تمايز (يدعى بـالواحدية في العرفان الإسلامي) ينطوي على أول ثنائية، هي ثنائية الروح والمادة (بوروشا purusha وبركريتي prakriti في المنقول الهندوسي) التي لا يعتبر علم الباطن حدَّيها حقيقتين مستقلَّتين إحداهما عن الأخرى، بل وجها المطلق Parabrahman، أو مظهراه اللذان يشكِّلان معًا كلَّ كيان مقيَّد، ذاتيًّا كان أم موضوعيًّا.(4)
فكما أن الفكرة ما قبل الكونية Pre-cosmic Ideation هي أصل كلِّ وعي فردي، كذلك فإن الجوهر ما قبل الكوني Pre-cosmic Substance هو أصل المادة بكلِّ درجات تمايزها. يتضح مما تقدم أن التضاد الظاهري بين مظهريْ المطلق هو العلة الأولى للكون المتجلِّي: فلولا الجوهر الكوني Cosmic Substance لما كان بمقدور الفكرة الكونية Cosmic Ideation أن تتجلَّى كوعي فردي؛ إذ ليس للوعي أن ينبجس لينغلق على نفسه، كما سنرى، إلا من خلال وعاء أو قاعدة مادية ضرورية كبؤرة يتركز فيها شعاعٌ من العقل الكلِّي على مستوى معيَّن من التعقيد. ولولا الفكرة الكونية لظل الجوهر الكوني تجريدًا خاويًا لا يهيِّئ لانبثاق أيِّ وعي، كقشرة بيضة خالية من المحِّ والآح.
من الفكرة الكونية، أو الروح، وعيُنا؛ ومن الجوهر الكوني، أو المادة، الأوعيةُ التي ينثني فيها الوعي على ذاته، مباشِرًا رحلة تفتحه عبر ممالك الكون طرَّا، وصولاً إلى مرحلة الذات أو الوعي المنعكِس المدرِك لذاته؛ بينما يعبِّر مبدأ فوهة Fohat، في تجلِّياته العديدة، عن الصلة السرية بين العقل والمادة، أو المبدأ الفاعل الذي يُكَهْرِب كلَّ ذرة في الكون، باعثًا فيها الحياة.
تأسيسًا على ما تقدَّم، يمكننا إيجاز تراتبية فعل التجلِّي في أربع مراتب وجودية هي الآتية:
1. الأحدية المطلقة (بربرهمن الـفيدنتا Vedanta) أو الحق الأحد (سَتْ Sat)؛
2. الواحدية، أول تعيُّن للمطلق، أو الكلمة Logos اللاشخصي، أو «العلة الأولى»؛
3. الروح–المادة، الحياة؛ «روح الكون»، ثنائية بوروشا–بركريتي، الكلمة الثاني؛
4. مَهَة Mahat، أو النفس الكلِّية؛ الجوهر الهيولاني (كأصل للمادة وأساس لكلِّ العمليات والسيرورات الذكية في الطبيعة) الذي يدعى أحيانًا بـمَهابودِّهي Maha-Buddhi.

الإنسان، في قصوره عن تكوين أيِّ مفهوم بغير لغة الظواهر المحسوسة، عاجز عن رفع النقاب الذي يحجب عنه سرَّ الألوهة في سذاجته المطلقة: وحدها الروح المنعتقة تستطيع أن تدرِك «طبيعة» المصدر الذي عنه انبثقت وإليه ستُرجَع. أما العقل (نوس Nous عند أفلاطون) – سيد مملكة المادة ومحرِّكها والنَّفَس المحايث immanent لكلِّ ذرة والباعث فيها الحياة، متجلِّيًا في الإنسان وكامنًا في الحجر – فله مراتب مختلفة من الحَوْل والقدرة.(5)

#### العلة الأولى

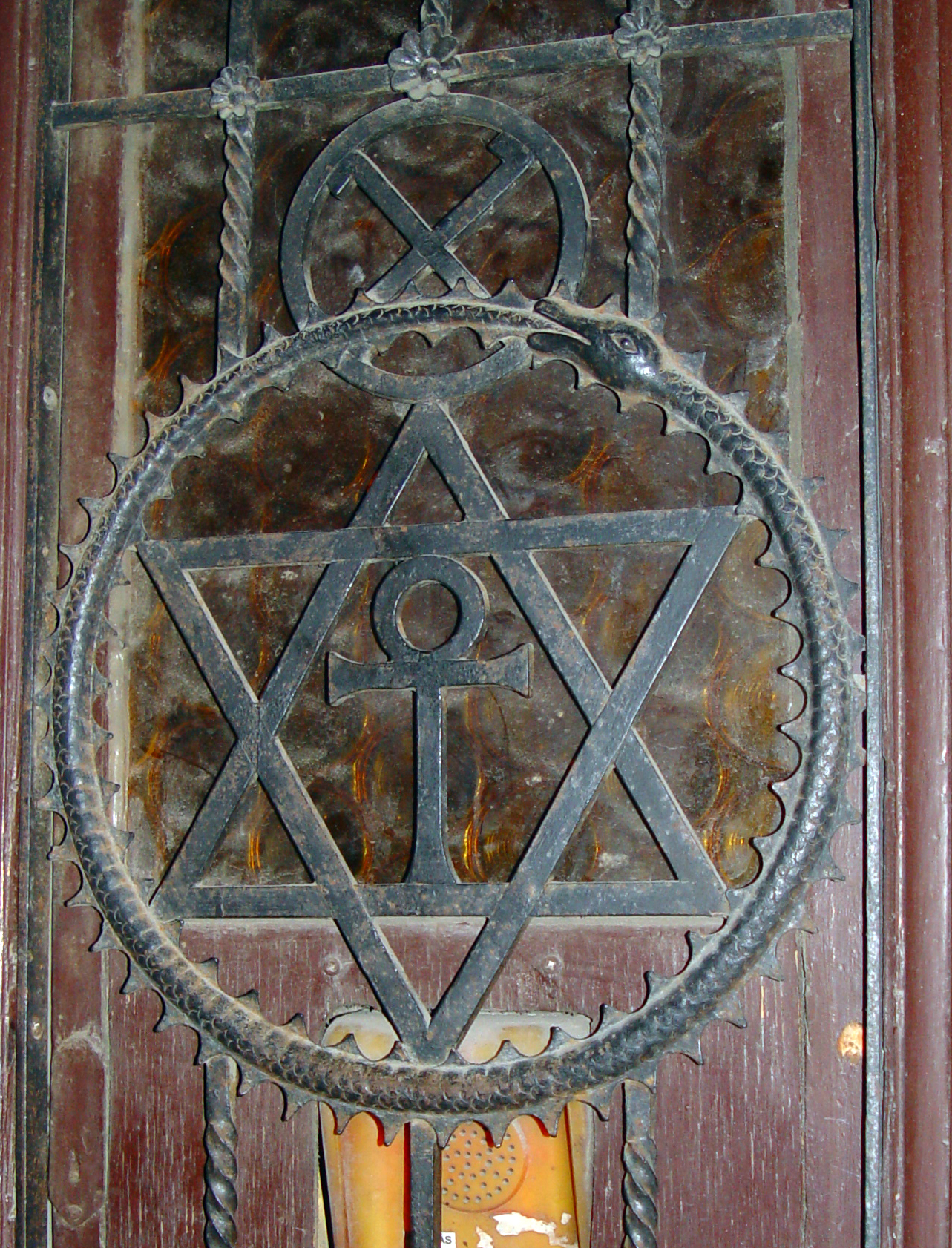
الختم الثيوصوفي كزينة باب في بودابست، المجر.

ما من أمة أو شعب أو قبيلة بدائية، منذ فجر البشرية حتى يومنا هذا، إلا وينطوي حتى الجانب الظاهر من معتقداته على وجود «علَّة أولى» من وراء نواميس الطبيعة وخلود النفس (العليا). ولم يستطع أيُّ معتقد بالٍ أو أية فلسفة زائفة أو سلطة قاهرة، دينية أو زمنية، القضاء على هذا الشعور الأصيل في الإنسان، الأمر الذي يجعلنا نقطع بأنه إرث مشترك للإنسانية قاطبة.
يعلِّمنا المنقول الباطني بأن العلَّة الحقيقية للوجود ككل تبقى مستترة أبدًا وعصيَّة على العاقلة البشرية، وبأن أول تجلِّياتها هو أكمل تجريد يستطيع الإنسان أن يتذهَّنه. لذا نفترض أن هذه التجلِّيات هي علَّة الكون المادي؛ منها تتفرع القدرات الثانوية التي تعبَّد الإنسانُ لها وأسْلَسَ قياده بوصفها «الإله» أو «الآلهة»، بما يتوافق مع روح كلِّ عصر، بعد أن خلع عليها صورة شخصية هي خلاصة مكثفة لاختباره لها(6)؛ إذ يتعذر تذهُّن شيء لا علَّة له؛ ومحاولة القيام بذلك تبلغ بالفكر أقصى تخومه الممكنة حتى فراغه التام من كلِّ الموضوعات: تلكم هي الحال التي يبلغها الذهن أخيرًا عندما يحاول أن يقتفي إلى الوراء سلسلة العلل والمعلولات.(7)
«اللاهوت سعة غير محدودة ولانهائية»، كما تقول حكمة باطنية كثيرًا ما تورِدها السيدة بلافاتسكي في كتاباتها؛ والوحدة القصوى المبطِّنة لكلِّ جزء من أجزاء الطبيعة – من النجم إلى ذرة المادة، ومن أعلى دْهِـيَـن تشوهَن Dhyan Chohan (كائن ملائكي من مرتبة رفيعة) إلى أصغر جرثومة – إنما هي الناموس الأساسي الأوحد في علم الباطن، سواء طُبِّق على العالم الروحاني، أو العالم الذهني، أو العالم الجسماني.
إن تصورات الإنسان عن الألوهة تتطور بتطور فكره وتفتُّحه. في ضوء هذا، يصح أن أنبل المُثُل التي تلامسها الروح الدينية في تحليقها في عصر ما قد تبدو باهتة أمام العقل الفلسفي لعصر يليه؛ وقِسْ على ذلك نضج المُثُل التي يتخذها الإنسان هاديةً له في حياته في مختلف مراحل هذه الحياة. من هنا ضرورة المسارَرة Initiation في مجال الخبرة الروحية. فتلك (إن توفَّر للمسارَر الاستعداد والأهلية) هي العصمة للمرء كيلا يسقط في شباك الوهم والتجريدات الذهنية البحتة؛ وبدونها لا بدَّ أن يبقى جناحا الفكر مهيضين للحؤول دون تحليق أعلى قد يكون وبالاً على صاحبه.
عندما يصرِّح الثيوصوفيون بأن الله ليس موجودًا لأنه عدم محض، لاشيء – أي لا-شيء No-thing – فإنهم يكنُّون للاهوت إجلالاً وخشوعًا أعظم بكثير ممَّن يشخِّصون الله، جاعلين إياه ذَكَرًا ضخمًا، يغضب ويندم، يعاقب ويثيب. من هنا، يتطلَّب تخطِّي التصورات التشخيصية عن الألوهة اقتفاء أثر الكلمة (أو العقل الأول) في كلِّ دين حتى أصله النهائي وماهيَّته القصوى. والألوهة المثلَّثة العماء-الإله-الكون Chaos-Theos-Kosmos إنما هي الكل في الكل، وهي سلسلة أشفاع الصفات كلِّها(8)؛ لذا يقال إنها ذكر وأنثى في آنٍ معًا، إيجاب وسلب، نشر وطَيْ، نور وظلمة، إلخ. أما علَّة العلل التي لا علَّة لها، «المجهول الأسمى» (التعبير لطاغور)، فيجب على الإنسان أن يُعِدَّ لها مقامًا ومذبحًا في قدس أقداس نفسه، في القلب منه والسرِّ، وأن تكون روحه هي الوسيط الأوحد بينه وبين الروح الكلِّية، جاعلاً من أعماله الصالحة كهنة ومن نواياه السيئة قرابين!

### المبدأ الأساسي الثاني

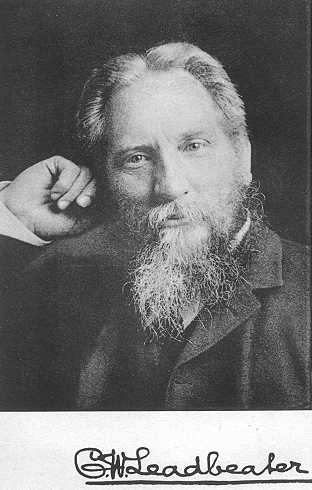
تشارلز ويبستر ليدبيتر (1847-1934)، الجمعية الثيوصوفية.

تشدد العقيدة السرية على أزلية الكون ككل، باعتباره، كما أسلفنا، مجالاً شاسعًا لعوالم لا عدَّ لها، تتجلَّى وتحتجب بغير انقطاع. فالفرضية الثانية للعقيدة السرية إذن هي الشمولية المطلقة لقانون الدورية، قانون المدِّ والجزر أو الدفق والانحسار، الذي نشهده في الطبيعة قاطبة؛ وإن تناوبًا، كتناوب النهار والليل، أو تناوب الحياة والموت، أو تناوب الصحو والنوم، لهو واقع مألوف وشامل، لا يُستثنى منه شيءٌ على الإطلاق، الأمر الذي يجعلنا نبصر فيه ناموسًا أساسيًّا من نواميس الكون.
بذا ينجلي لبصيرتنا كمالُ المقايسة بين سيرورة الطبيعة في الكون، من جهة، وفي الإنسان الفرد، من جهة أخرى. فالإنسان، شأنه شأن الكون، يحيا دورة من دورات حياته ثم يموت بانتهاء أجَلِه. وتتحلَّل «مركبات» الإنسان أو «المبادئ» المؤلِّفة لبنيانه الباطن مع الوقت، فتستعمل الطبيعة «المواد» التي كانت تشكِّلها لتشكيل مبادئ جديدة؛ وهذه السيرورة عينها تتم في تحلُّل العوالم وإعادة تشكيلها. القياس analogy، إذن، هو أضمن هادٍ للباحث في مسعاه لفهم التعاليم الباطنية، من حيث إن قانون ولادة كلِّ ما في الكون ونموِّه وموته، من الشموس حتى ديدان الأرض، قانون واحد؛ وهو لا يني يسير بالكون إلى المزيد من الاكتمال، مع كلِّ ظهور أو تجلٍّ جديد، ساريًا على كلِّ جرم من أجرام الكون، صَغُر أم كَبُر.
وحده الحكيم المسارَر Initiate يستطيع أن يكتنه الكمال المطلق الذي تبلغه الموجودات لدى اختتام فترة عظمى من التجلِّي الكوني، أو مَـهامَـنْـفَـنْـتَـرا Mahamanvantara، مستريحة إبان الفترة التالية من الاحتجاب (بْـرَلَـيَـا Pralaya). بيد أن هذا الكمال، وإن يكن مطلقًا، فهو «مطلق نسبيًّا» لأنه ينبغي، بدوره، أن يفسح المجال للمزيد من الكمال المطلق، وفقًا لمعيار أرقى من التَجَوْهُر، إبان الفترة التالية من النشاط أو التجلِّي – مثلما أن على الزهرة الكاملة أن تذوي مفسحة المجال للثمرة الكاملة.(9)
تعلِّم الحكمة قانونًا سرمديًّا دوريًّا في الطبيعة والكون، لا يُستثنى من سلطانه أيُّ موجود، على مراتب وجوده كافة. يدعى هذا القانون بقانون كرما karma أو قانون السببية الكونية.(10) ولما كان التطور الروحي للإنسان الباطن يشكِّل من علوم الغيب محورَها فإن السعي إلى فهم سيرورة هذا التطور يتطلب من التوَّاق أن يضع بعين اعتباره أمرين:
- الحياة الواحدة الشاملة، الموجودة بمعزل عن وجود المادة الكثيفة؛ و
- العقول الفردية العليا التي تحرك التجلِّيات المتنوعة لذلك المبدأ الحيِّ الواحد.

ذلك أن الحياة وثيقة الصلة بالناموس الواحد – ناموس كرما – الذي يحكم مراتب الوجود حتى عالم الروح. ويشير هذا الناموس، من الوجهة الظاهرية، إلى «الفعل»، أو بالأحرى إلى العلة المنطوية على معلولها.
إن هذا الناموس لا يقدِّر شيئًا على أحد أو على أيِّ شيء؛ فهو قائم منذ الأزل وفيه، ويُعتبَر خير تصور عن الأزل. وبما أنه ليس ثَمَّ «فعل» يكافئ الأزلية فأصح من قولنا إنه «يفعل» قولُنا إنه «الفعل» بامتياز.(11) الإنسان لا يعاقَب على خطاياه بل يعاقَب «بها»، على حد قول كرِسْتمس هَمْفرِز، فرديًّا وجماعيًّا (كما في حالة أمم بأسرها أحيانًا). فالبشر هم الذين يولِّدون الأسباب التي تحرِّض، بدورها، القوى الموافقة التي تنشدُّ تلقائيًّا إلى مولِّديها وترتدُّ عليهم فكرًا وعملاً.

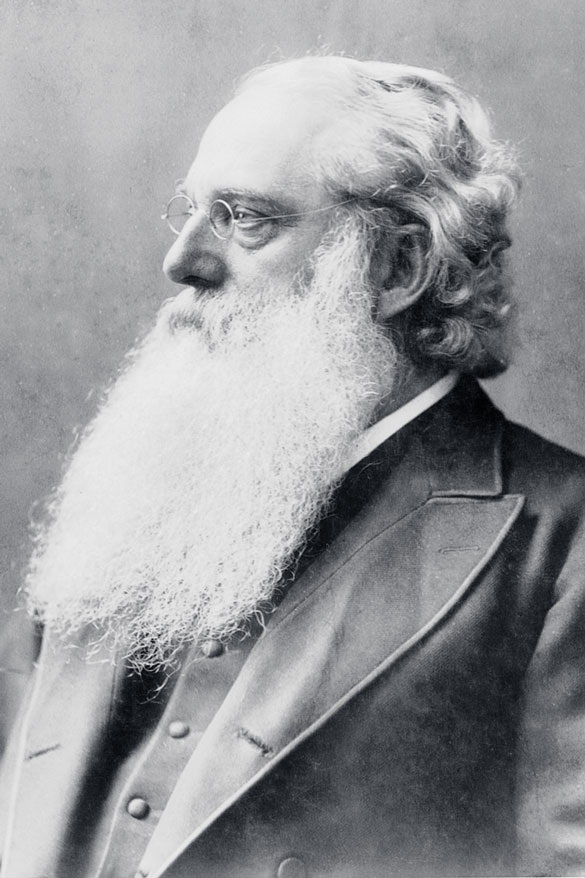
هنري ستيل أولكوت (1832 - 1907)، الجمعية الثيوصوفية.

وفي محاولة لتقريب عمل ناموس كرما في التجدُّدات الدورية للكون إلى فكر المتأمِّل في أصل الإنسان والمغزى من وجوده، يجدر بنا أن نلفت انتباهه إلى التطبيقات الباطنية للدورات الكَرْمية (نسبة إلى كرما) على الأخلاق بالمعنى الكوني. لقد عرَّف الفيلسوف الهندي س. رادهاكرشنان بناموس كرما بوصفه «قانون مصونية الطاقة الأخلاقية». وإننا لنتساءل إن كانت للتقسيمات الغامضة التي أسماها الإغريق «حلقات» و«دوائر»(12) تطبيقات مباشرة على الحياة البشرية أو صلات بها. إن العلم الظاهر يقرُّ بوجود أدوار خاصة تنتظم السيرورات المادية؛ لكن ثمة أيضًا أدوارًا خاصة بالتطور الروحي تنتظم حياة الأعراق والأمم والأفراد. فهل للفلسفة الباطنية أن تتيح لنا المزيد من فهم عمل هذه الأدوار؟
إن الأنية العليا Higher Ego، أو المبدأ المتجسِّد، هي التي تسود على الأنية الدنيا Lower ego وتحكمها عندما لا تحيِّد الثانيةُ المؤثراتِ القادمةَ من الأولى بتأثير جمحاتها. وباختصار، فإن الرباعي الأدنى المكوَّن من «المركبات»(13) المؤلِّفة لـلشخصية Personality لا يعرقل الفردية Individuality في سيرها الحثيث على درب تطورها الصاعد إلا حينما تلدغ أنانيةُ الشخصية وأثرتُها الإنسانَ الباطنَ بنابها المسموم لدغة تشلُّ قواه، وبذلك تفقد قوةُ الجذب إلى أعلى كلَّ سلطانها على الإنسان العاقل.
وحدها معرفة عقيدة التقمص reincarnation المتكرر للفردية نفسها عمرًا بعد عمر، مع الاستيقان أن على الجوهر الفرد أن يجتاز دورة الضرورة Cycle of Necessity، مُثابًا بالتقمص على الألم الذي عاناه، أو مُعاقَبًا على الألم الذي تسبَّب فيه، في أعمار سابقة – نقول: وحدها معرفة هذه العقيدة تعلِّل مسألة الخير والشر وتُصالِح الإنسان مع ظلم الحياة الرهيب في ظاهره؛ إذ لا شيء إلا اليقين الداخلي، القائم على المعرفة، بوسعه أن يهدِّئ من روع إحساسنا المتمرد بالعدالة.
إننا نقف مذهولين أمام سرِّ صنعتنا وأحاجي الحياة التي يُعجِزنا حلُّها، فنتَّهم «وحش طيبة» الرهيب بافتراسنا، كما عبَّرت أسطورة أوديب.(14) لكنْ ما من شيء حادث في حياتنا، وما من حظٍّ عاثر إلا وبالوسع اقتفاء أثره حتى أفعالنا في هذه الحياة أو في حياة سابقة. إذا خرق أحدهم نواميس التناغم الكوني ترتَّب عليه أن يستعد للوقوع أسير الفوضى التي تسبَّبَ في إحداثها.
ما الكون إلا التجلِّي الدوري للمبدأ المطلق. ههنا سرُّ القاعدة العيسوية الواردة في «الصلاة الربية»: «لتكن مشيئتك كما في السماء كذلك على الأرض.» والإنسان هو الشاهد الحيُّ على هذا الناموس الشامل وعلى سيرورة فعله الكوني. فلا مراء أن كلَّ حركة، أو إيماءة، إرادية أو تلقائية، عضوية أو ذهنية، ناجمة عن إحساس أو انفعال، عن إرادة أو مشيئة، عن تفكير أو تعقُّل، أو مسبوقة بها. وكما أن كلَّ حركة أو تغيير في الإنسان الظاهر لا يتم ما لم يتحرَّض بباعث داخلي عبر واحدة من الوظائف الثلاث المذكورة، كذلك الأمر مع الكون الظاهر أو المتجلِّي. وكما أن كوكبنا يدور حول الشمس مرة كلَّ سنة، وفي الوقت نفسه يدور حول نفسه مرة كلَّ 24 ساعة، ويقطع بذلك أدوارًا صغرى ضمن أدوار أكبر، كذلك تتم الفترات الدورية الصغرى وتتعاقب.
يشرف على دوران العالم الجسماني، بحسب الحكمة القديمة، دورانٌ مقايس في عالم الفكر – هو في الواقع التطور الروحي للعالم الذي يتم، مثله في ذلك كمثل التطور الجسماني، وفقًا لأدوار. وبذلك نشهد في التاريخ تناوبًا متواصلاً بين المدِّ والجزر في التقدم البشري. فكم من ممالك وأمم، إذ بلغت أوج سؤددها، دالت دولتُها وانحدرت إلى الحضيض امتثالاً للقانون عينه الذي أوصلها إلى الذروة. والبشرية، متى بلغتْ نهايتَها الحدية الدنيا، تعود لتنهض مجددًا وترتقي، بحيث يكون العلوُّ الذي تبلغُه، وفقًا لقانون التدرُّج الصاعد عبر الأدوار، أرقى، نوعًا ما، من علوِّ النقطة التي سبق لها أن انحدرت منها.
بيد أن هذه الأدوار لا تؤثر في البشرية كلِّها في وقت واحد؛ إذ إن الدور الأول يشتمل على تدرُّج البشرية منذ ظهور الإنسان الأول في صورته الأثيرية، ويجري طوال الأدوار الصغرى لتطوره التدريجي، من الأثيري نزولاً حتى نصف الأثيري، فالجسماني الصرف، حتى الإفلات من «القميص» المادي، والعودة بعدئذٍ ومواصلة المسار نزولاً، فصعودًا من جديد حتى الملأ الأعلى plêroma.
وعلى المرتبة الإنسانية يرتبط قانون التقمص أو العَوْد للتجسُّد بقانون كرما ارتباطًا لا تنفصم عراه. وتتلخص عقيدة التقمص باكتساء الفردية الإنسانية بسلسلة طويلة تكاد لا تنتهي من الشخصيات، هي الأزياء والأدوار التي «يتقمَّصها» الممثل ويتواحد معها، مثلما يواحِده معها جمهورُ المشاهدين، مدة بضع ساعات هي مدة استمرار المسرحية؛ أما الإنسان الباطن الذي «يشخِّص» هذه الأدوار فهو على علم تام أنه ليس هملت أو ياغو أو جولييت أو الليدي مكبث إلا إبان هذه المدة وحسب، وأنه والمبدأ المطلق واحد في صميم كيانه.

### المبدأ الأساسي الثالث

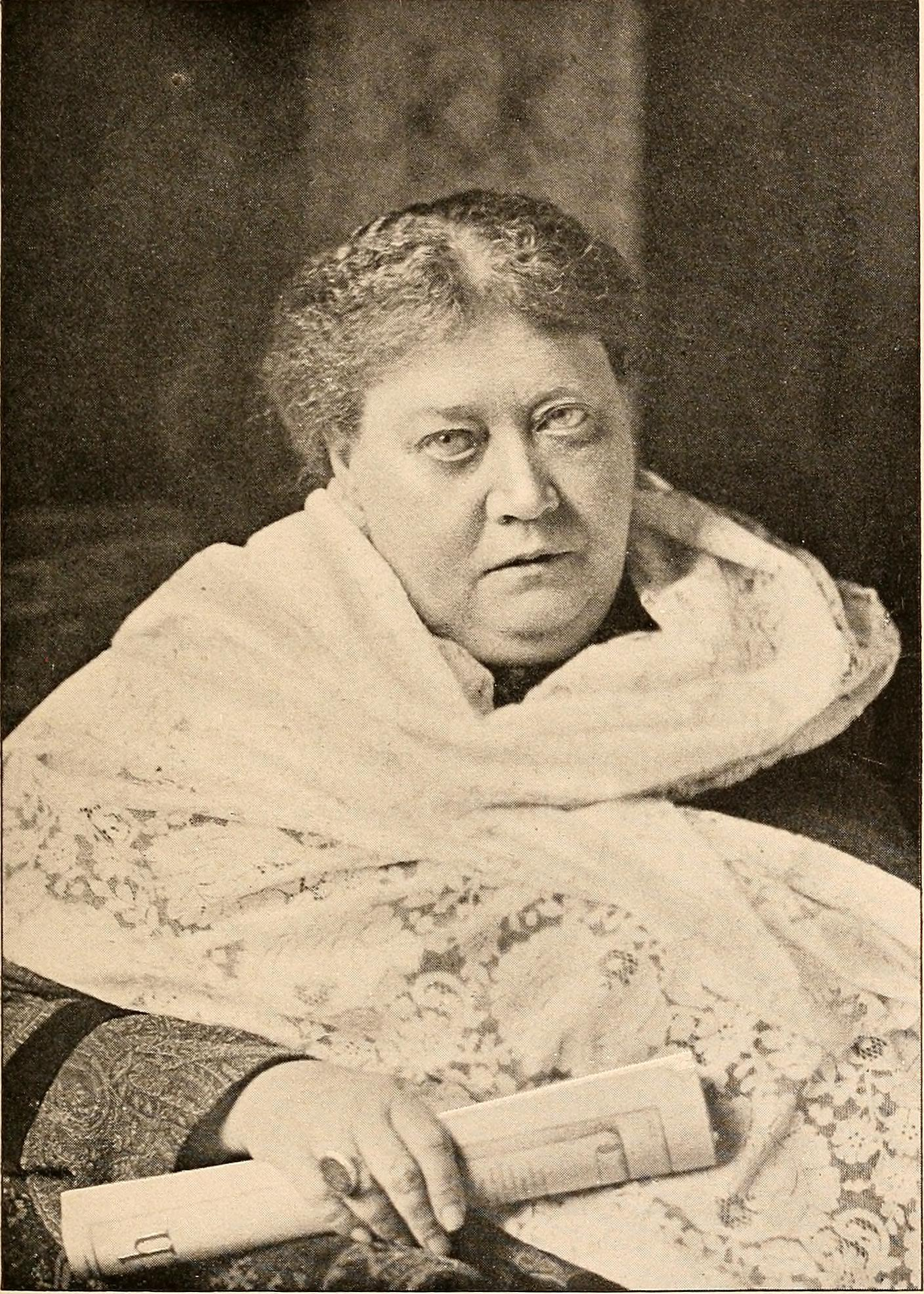
السيدة بلافاتسكي.

كلُّ ما في الكون، كما أشرنا، واعٍ؛ أي أنه مزود بوعي من نوعه وعلى مستواه الخاص من التفتُّح. فلا ننسينَّ، نحن البشر، أننا، وإن لم يكن بمقدورنا بعد أن نبصر إرهاصات الوعي في الحجر مثلاً، لا يحق لنا – ولا يليق بنا – أن نقول إن الحجر خلو من الوعي. فكما أنه ليس في الكون ثمة قانون «أعمى» أو «غير واعٍ»، كذلك ليس فيه مادة «ميتة» أو «صمَّاء»؛ فهذه كلمات لا مكان لها في قاموس الفلسفة الباطنية التي لا تكتفي بمظاهر السطح الخارجي لأن الماهيَّات النومينية أشد واقعية، في نظرها، من نظيراتها الجواهر الفينومينية.
إن نظام الطبيعة بأسره يتكشَّف عن مسيرة متدرِّجة نحو حياة أرقى. فهناك خطة مُحكمة تبطِّن فعل ما يبدو لنا في الظاهر قوى عمياء؛ وما سيرورة التطور كلُّها، في كلِّ مآتيها، إلا برهان على وجود عقل كوني مدبِّر يفعل بواسطة نواميس سرمدية لا تُخرَق.
يتجلَّى الكون دوريًّا في سبيل غايات تتعلق بالتقدم الجماعي الكلِّي لحيوات فردية لا حصر لها – هي أنفاس من الحياة الواحدة وشرارات من النار الكلِّية – كي تتمكن كلُّ ذرة من ذرات هذا الكون اللانهائي، عبر الصيرورة الأبدية، من الصعود مجددًا مع كلِّ «فترة عالمية» جديدة، مارة من اللاشكلاني وغير المحسوس، عبر الطبائع المتمازجة لنصف الأرضي، نزولاً حتى المادة في تشكُّلها التام، ثم عائدة من جديد إلى المصدر الذي أتت منه. والآخذون بالتقمُّص وكرما، ناموسه التوأم، يدركون – وإنْ إدراكًا مبهمًا – أن سرَّ الحياة كلَّه قائم في السلسلة غير المنقطعة لتجلِّياتها، إنْ في الأجسام أو بمعزل عنها. وتعلِّمنا العقيدة السرية وحدة كلِّ النفوس مع النفس الكلِّية، ورحلة الحج الإلزامية لكلِّ نفس، عبر دورات التجسُّد، بما يتوافق مع القانون الدوري والكَرْمي؛ وبعبارة أخرى، ما من نفس يمكن أن يكون لها وجودٌ مستقل واعٍ قبل أن يكون بمقدور الشرارة الصادرة عن النفس الكلية
- أن تجتاز كافة الأشكال العنصرانية elemental للعالم الفينوميني لهذا الـمَـنْـفَـنَـتَـرا؛ و
- أن تحوز على فردية، بالدافع الطبيعي أولاً، ومن بعدُ بفضل جهودها الذاتية التحريض والذاتية التخطيط، المنظومة بـكرمـاها؛ وبذلك تتوقَّل درجات الذهن كافة، من العقل الأدنى، كاما مَنَس kama-manas، إلى العقل الأرفع، بودِّهي مَنَس buddhi-manas، من المعدني والنباتي، صعودًا حتى أرفع الملائكة.

فالعقيدة المحورية للفلسفة الباطنية، كما تقول السيدة بلافاتسكي في العقيدة السرية، لا تُجيز منحَ الإنسان امتيازاتٍ أو مواهب مجَّانية، إلا ما حاز عليه منها بجهوده واستحقاقاته طوال سلسلة طويلة من التقمصات. تعلِّمنا هذه العقيدة أن على العقول الأولى، حتى تصير «آلهة» كلِّية الوعي، إذا جاز التعبير، أن تمر بالمرحلة البشرية(15)؛ ذلك أن على كلِّ كيان أن يفوز بحق الألوهية بنفسه عبر خبرته الذاتية.
ما من عالِم بالغيبيات إلا ويؤكد أن الإنسان، في تشكُّله الجسماني، هو، بما لا يقل عن أيِّ كائن أرضي آخر، أبسط نتاج للقوى التطورية الطبيعية عبر سلسلة من التحولات لا حصر لها؛ لكنه يطرح المسألة طرحًا يختلف عن طرح العالِم الوضعي لها، من حيث إنه يعلم أن العنصرانيات elementals نصف العاقلة وغير العاقلة الدنيا ستصير يومًا في عِداد البشر. وما امتياز العاقلة البشرية بالفطنة إلا برهان عالِم الغيب أن الإنسان حصَّل المعرفة والفطنة عبر الدورة البشرية. ليس في الكون إلا علم مطلق واحد بكلِّ شيء وعقل مطلق واحد، لا يتجزأ، يسطع في كلِّ ذرة أو نقطة لا متناهية الصغر من نقاط الكون، يدعوه الناس فراغًا باعتباره بمعزل عن كلِّ ما يحتوي. قد يكون هذا سرًّا مستعصيًا على فهم «البرَّاني»، لكنه في الواقع حقيقة اختبارية في الفلسفة الباطنية.
بذا يتضح لنا وجود خطة تطورية مثلَّثة، أو بالأحرى ثلاث خطط متمايزة للتطور في الطبيعة، لكنها متداخلة في منظومتنا ومتمازجة تمازجًا مُحكمًا في كلِّ نقطة من نقاط الفراغ، ألا وهي:
- التيار المونادي monadic أو الروحاني؛
- التيار الذهني؛
- التيار الجسماني.

وهذه التيارات الثلاثة إنما هي المظاهر أو الانعكاسات للحقِّ الواحد غير المحدود بحيث:
- يُعنى التيار المونادي، كما يشير اسمُه، بنمو الجوهر الفرد (= الموناد) وتفتُّحه، وصولاً إلى مراتب وجودية أرقى فأرقى، بالاقتران مع –
- التيار الذهني الممثَّل بـ«واهبي الفطنة والوعي للإنسان»، أو ما يُعرَف في المنقول الهندوسي بـمَنَسا بوترا manasa-putra، و –
- التيار الجسماني الذي تَبَلْوَر من حوله الجسمُ الجُرْميُّ الراهن.

وينهض هذا الجسم الأخير بدور مركبة أو وعاء للنمو، إذا جاز التعبير، وكذلك بالتحول بواسطة الذهن (مَنَس manas)، بفضل تراكم الخبرات، من المنتهي إلى اللامنتهي، من العَرَض إلى الجوهر، من الفاني إلى الأبدي. ولكلِّ منظومة من هذه المنظومات ناموسُها؛ وكلٌّ منها ممثَّل في تكوين الإنسان – وهو الكون الصغير الذي يلخِّص الكون الكبير كما أسلفنا؛ وإن اجتماع هذه التيارات التطورية الثلاثة الكبرى فيه هو ما يجعله على ما هو عليه من تعقيد وإبداع صنعة.
ليس للطبيعة أو القدرة التطورية الجسمانية أن تتمخض وحدها عن الذهن بغير مساعدة؛ فهي، بمفردها، لا تستطيع أن تبدع إلا أشكالاً. لذا فإن العقول الإلهية هي التي تملأ الفجوة، ممثِّلة القوة التطورية للفطنة والعقل وصلة الوصل بين «الروح» و«المادة». ففي أثناء طفولة الذُرِّية البشرية الأولى،(16) في بدء الدور البشري الحالي، تشكَّلتْ مركبةٌ مهيأة وتامة لتجسُّد أهالي الأفلاك العليا ممَّن اتخذوا تلك الأشكال، المولودة من المشيئة الروحية والقدرة الإلهية الطبيعية في الإنسان، مساكنَ لهم.
في البدايات الأولى لوجود الإنسان على كوكب الأرض كان الذهن النفساني والجسماني هاجعًا، وكان الوعي ما يزال غافيًا وغير نامٍ، وكانت التصورات الروحية – بالتالي – غير متصلة بالمحيط المادي، من حيث إن الإنسان الإلهي كان مقيمًا في صورته الحيوانية (وإن كانت تبدو بشرية من الخارج)؛ ومع أن هذا الإنسان كان يتَّصف بالغرائز لم يكن أيُّ وعيٍ للذات ينير الظلمة التي كانت تكتنف وجوده. وحين نفخ فيه أربابُ العقل، امتثالاً لقانون التطور، شرارة العقل، كان أول شعور استيقظ فيه إحساسًا فطريًّا بالتواحد مع «خالقيه» الروحيين؛ وكأول إحساس ينتاب الطفل نحو أمه ومرضعته كذلك كان أول أشواق الوعي المستيقظ لدى الإنسان البدائي نحو الذين كان يشعر بعنصرهم ينمو فيه – على كونهم خارجه.(17)
تعتبر الثيوصوفيا الإنسانيةَ صدورًا وفيضًا عن حالة من «الألوهية» في طريقه إلى العودة إلى المبدأ الذي صدر عنه. وفي شوط متقدم جدًّا من درب التفتح الإنساني الطويل يبلغ المرء مرتبة النطاسة Adeptship التي لا يرقى إليها إلا من نَذَرَ عدة أعمار متوالية لبلوغها.(18) وقد يكون عدد الرجال والنساء ممَّن باشروا، منذ عدة أعمار سابقة، النهوض بهذا العمل الصعب، الرامي إلى تحقيق الإشراق الروحي الأسمى، عددًا لا يستهان به؛ غير أنهم ما يزالون، من جراء أوهام حياتهم الراهنة، إما جاهلين بذلك أو في سبيلهم إلى تفويت كلِّ فرصة متاحة لهم في حياتهم هذه لإحراز بعض التقدم. فهم يشعرون بانجذاب لا يعانَد إلى علم الباطن والسرَّانية وإلى الحياة العَلَيانية، لكنهم من التمركز حول شخصياتهم ومن التعلق بالحياة الدنيوية، بزيفها وأوهامها وملذَّاتها الزائلة، بحيث يقفون عاجزين عن الزهد والفقر الروحيين،(19) وبذلك يضيعون على أنفسهم كلَّ فرصة في هذه الحياة للتحول إلى حياة أجمل وأعمق. بيد أن الموناد في كلِّ كائن بشري هي، بحدِّ ذاتها، فردية روحية، واحدة، بما هي كذلك، مع الروح الكلِّية، وعليها معقد كلِّ رجاء في الخلاص والانعتاق.(20)
هذا وإن القلب الإنساني لم يفصح بعد عن مكنوناته كلَّ الإفصاح، ومازلنا بعيدين كلَّ البعد عن بلوغ أو حتى استشفاف مدى قدراته. أفكثير علينا – والحالة هذه – أن نؤمن بأن في مكنة الإنسان أن ينمِّي في نفسه إمكانات جديدة ويعقد علائق أوثق وأنبل مع الطبيعة والكون – علائق قائمة فعلاً، لكنه لا يلقي إليها بالاً؟ إن في جعبة منطق التطور الكثير الكثير مما يمكن، لا بل يجب أن نتعلَّمه، على أن نتابعه حتى تخومه القصوى. وعندئذٍ لا بدَّ لنا أن نعرف، كشفًا وإلهامًا، أن ثمة، عند نقطة معينة من الدرب الصاعد، من المعدني والنباتي حتى أنبل البشر، حيث تتفتح نفس موهوبة بالخصائص الذهنية، ملكةً إدراكية عليا، يمثِّلها القلب، تستيقظ في الإنسان وتمكِّنه من اكتناه أسرار حقائق تتخطى مدى إدراكنا العادي.
يبقى أن الإحجام عن قبول أن في منظومتنا الشمسية كائنات سوانا، عاقلة وقادرة على التفكير على المرتبة الإنسانية، هو من قبيل العناد المحض. فما لأحد أن ينكر سلفًا (وخصوصًا أن معطيات العلم الحديث باتت تؤيِّد ذلك) إمكان وجود عوالم ضمن عوالم في شروط مختلفة عن الشروط التي تكوِّن طبيعة عالمنا؛ وما لأحد أن ينكر علينا إمكان قيام اتصال بين هذه العوالم وعالمنا الأدنى.

## هوامش
1. راجع مؤلَّفنا الصغير مقالة في التقمص، سلسلة الحكمة 2، ولاسيما ص 63-65.
2. راجع مقالة في التقمص، ولاسيما ص 22-25، 31-33، 39-42، 93-111.
3. مقتطفات من كتاب مفتاح الثيوصوفيا للسيدة بلافاتسكي – وهو عرض مبسَّط للمبادئ الأساسية للحكمة القديمة على شكل حوار شائق بين «سائل» و«ثيوصوفي»:
- "إن ثلاثتهم [الله والنفس والإنسان] من حيث الأصل والأزلية، مثلهم كمثل الكون وكلِّ ما فيه، واحد مع الوحدة المطلقة أو الجوهر الإلهي الذي لا يرقى إليه علم [...]. نحن لا نعتقد بأيِّ خلق، إنما بالظهورات الدورية المتوالية للكون، من المرتبة الذاتية للوجود حتى المرتبة الموضوعية، في فواصل زمنية منتظمة تشغل فترات شاسعة من الزمان[...]
- "هبنا مسلَّمتنا بأن الله مبدأ كلِّي السريان ولانهائي، كيف يكون للإنسان وحده ألا يكون متشربًا للاهوت، قائمًا به وفيه؟ [...]
- "نحن ندعو "أبانا الذي في السموات" ذلك الجوهر اللاهوتي الذي نتعرَّفه فينا وفي قلبنا وفي وعينا الروحي والذي لا يمتُّ إلى التصور المشبِّه الذي قد نشكِّله في دماغنا الجسماني أو في شطحاته. [...]
- إن لاهوتنا ليس في فردوس ولا في شجرة، لا في جبل ولا في مبنى خاص: إنما هو في كلِّ مكان، في كلِّ ذرة من ذرات الكون، منظوره وغير منظوره، فوق وحول وفي كلِّ ذرة وكلِّ جزيء مرئيين [...]. إنه القدرة السرية للتطور وللانغلاق، والكمون المبدع الحاضر والقدير والعليم أيضًا."

4. المرتبة «الذاتية»، بالمصطلح الثيوصوفي، تشير إلى العالم غير المنظور بمختلف مستوياته، والمرتبة «الموضوعية» هي العالم المنظور؛ يقابلهما في العقيدة الإسلامية مصطلحا «عالم الغيب» و«عالم الشهادة»، على التوالي.
5. هذه الفكرة عن «نفس» تتخلَّل الطبيعة بأسرها من أقدم المفاهيم الدينية التي مازالت بقاياها ماثلة في المعتقدات الشعبية الأحيائية animistic السائدة إلى يومنا هذا لدى بعض الأقوام: إنها أقدم خبرة دينية عرفها الإنسان، وهي الأساس الأول لمفهوم محايثة الألوهة للعالم immanence.
6. من هنا على كل معتقِد بـ«إله شخصي» مفارق ألا ينسى أن كلَّ إنسان إله «بالقوة»، وقبس صاف من نور المطلق، وشعاع سماوي صادر عن المبدأ الأول، وأن يُبقي في ذهنه أن «إلهه»، بالتالي، في الداخل أيضًا وليس في الخارج وحسب!
7. يقفز الدين والعلم إلى هذه الحالة قفزًا بـ«حرق المراحل»، فلا يفهمانها، فتبقى في نظر الفكر تجريدًا ذهنيًّا بحتًا لا يمتُّ إلى التحقُّق الروحي بصلة.
8. «إن الله لا يُعرَف إلا بالجمع بين الأضداد.» (أبو سعيد الخراز)
9. إن فكرة أن بمستطاع الأشياء أن تنعدم وتبقى مع ذلك موجودة فكرةٌ أساسية في مبادئ الحكمة؛ إذ تختبئ تحت هذا التناقض الظاهري بين مدلولي لفظتي الوجود existentia والكينونة esse حقيقة كونية كبرى. فمثلما أن الهيدروجين والأوكسجين ينعدمان لدى اجتماعهما لتركيب الماء، ويبقيان مع ذلك موجودين، لكنْ في حالة أرقى من حالة وجودهما الغازي، كذلك حال الكون عندما «يهجع» أو ينعدم قبل أن يصحو ويعاود الظهور.
10. كرما كلمة سنسكريتية مشتقة من جذر كْرِ kri الذي يعني «الفعل». راجع: ديمتري أفييرينوس، مقالة في التقمص، سلسلة الحكمة 2.
11. إنه، على سبيل المثال، ليس الموجة التي تُغرِق أحدهم بل هو الفعل الشخصي لذلك المسكين الذي وضع نفسه عامِدًا تحت الفعل اللاشخصي للقوانين التي تنتظم حركة البحر.
12. تقابلها الـيوغا yuga والـكَـلْـبا kalpa في العقائد الهندوسية، و«الأدوار» و«الأكوار» في العرفان الإسلامي. فيما يخص بمبدأ الدورية في الطبيعة والكون راجع: مقالة في التقمص، ص 25-27.
13. «المركبات» أو «المبادئ» المكوِّنة للشخصية Personality هي البدن، والجسم النجمي astral body، والمبدأ الحيوي prana المتخلِّل لها جميعًا، والجسم الرغائبي kama-rupa؛ بينما المبادئ المؤلِّفة للفردية Individuality هي الذهن manas بشقَّيه: الفكر (الأقرب إلى طبيعة الشخصية) والعقل (الأقرب إلى طبيعة الفردية)، والعقل الأرفع buddhi والروح atma. يؤلف مجموع العقل الأرفع والروح atma-buddhi ما يُعرَف بـالجوهر الفرد Monad، ويصل بين الفردية والشخصية جسرُ أو «برزخ» من المادة الذهنية يُسمى أنتسكارنا antaskarana.
14. جواب الأحجية التي يطرحها الوحش على أوديب هو الإنسان؛ فالإنسان هو الكائن الذي تَحْسُنُ العودة إليه لفهم كلِّ أسرار الكون وقوانينه لأنه ينطوي عليها جميعا:
15. صفة «بشرية» هذه لا تنطبق مبدئيًّا إلا على البشرية الأرضية وحسب؛ إنما يمكن، مجازًا، توسيع مدلولها ليشمل الكائنات التي مرت بالحالة البشرية في أيِّ عالم كانت تقيم، بمن فيها العقول التي بلغت التوازن الدقيق الضروري بين المادة والروح.
16. راجع: جهاد الياس الشيخ، «دراسات ثيوصوفية 2»، معابر، الإصدار العاشر، باب «منقولات روحية».
17. من ذلك الشعور وُلِد الوفاء الذي غدا المحرِّك الأول والأهم في طبيعته، من حيث إنه الشعور الطبيعي الأوحد في قلب الإنسان – الشعور الذي جُبِل عليه والذي يشترك فيه الطفلُ مع صغار الحيوان.
18. لا يغيبنَّ لنا عن بال أن الوصول إلى هذه المنزلة لا يتم بين ليلة وضحاها وأن أعمارًا عديدة ضرورية لذلك حالما تُستوعى الغاية المرجوَّة ويُضطَّلع، من بعدُ، بالتدريبات الشاقة التي لا مندوحة عنها لبلوغها.
19. ليس المقصود بالزهد والفقر نبذ المادة والاعتكاف في برج عاجي بمنأى عن العالم، بل تحويل ملذات الحسِّ، عن طريق الاعتدال، إلى متع روحية. ترقَّبْ بحث «اليوغا: الانعتاق والاتحاد»، فقرة «اليوغا وغبطة الوجود» الموضوع في خطة نشر معابر.
20. اللهم إلا إذا كسر الانحطاطُ الخُلُقي الأقصى صلة الوصل بينها وبين المبادئ الدنيا التي تفلت حينئذٍ من عقالها وتنطلق هائمة «على غير هدى على الدرب القمري»، بحسب التعبير الباطني.

## وصلات خارجية
- مـكـتبة الثيوصوفية الاكترونية
- تاريـخ الثيوصوفية
- الثيوصوفية الحديثة
- بحث مفصل عن الثيوصوفيا